# Comunanza
Comunanza è un comune italiano di 2 909 abitanti della provincia di Ascoli Piceno nelle Marche.
Il territorio comunale si colloca nel circondario dei monti Sibillini, a ridosso dell'appennino umbro-marchigiano, ed è attraversato dal fiume Aso.
Il capoluogo è situato a 448 metri di altitudine s.l.m., e sorge lungo la valle dell'Aso, che divide il centro storico (posto sulla sponda destra) dall'area urbana di costruzione più recente (posta sulla sponda sinistra).
Le scoperte archeologiche dei secoli XX e XXI hanno evidenziato come il territorio comunanzese risultasse abitato fin dall'antichità, in particolare dai Piceni e dai Romani, dopo la vittoria conseguita da questi ultimi nella guerra picentina (267 a.C.). Le campagne di ricerca condotte dall'Università di Pisa tra il 2014 ed il 2015 hanno infatti rilevato che, nell'area occupata dall'odierno capoluogo posta sulla sponda sinistra dell'Aso, sorgeva l'antica ed importante città di Novana.
Dopo l'abbandono di Novana determinato dalle invasioni barbariche, la popolazione superstite si sarebbe raccolta intorno al castello di Monte Passillo, baluardo politico e militare del Libero Comune di Ascoli Piceno, situato sulla sponda sinistra dell'Aso, nei pressi dell'odierna frazione di Pracchia.
La nascita del nucleo contemporaneo di Comunanza si collocherebbe intorno al 1294, cioè dopo la prima distruzione di Monte Passillo ad opera dei soldati del Libero Comune di Amandola, avversario del Libero Comune di Ascoli Piceno. Onde sfuggire alle incursioni degli Amandolesi, i montepassillesi decisero di stabilirsi sulla sponda destra dell'Aso, in una piccola pianura di forma triangolare situata a ridosso del colle Chiaro, e difesa sui restanti due lati dal corso d'acqua predetto. Nacque così l'insediamento di Communanthia Montis Passilli, detto anche Communanthia Ascolanorum o più semplicemente Communanthia, nucleo embrionale dell'attuale centro storico.
A partire dal XIV secolo la storia di Comunanza ha sostanzialmente seguito le sorti del Libero Comune di Ascoli Piceno prima, dello Stato Pontificio poi, ed infine - dopo il plebiscito del 4 Novembre 1860 - dell'Italia unita.
Dal 1932 al 1945, dopo l'avvento del fascismo, ha assunto la denominazione di Comunanza del Littorio.
Ha conosciuto un importante sviluppo industriale a partire dagli anni '60 del XX secolo, anche grazie agli investimenti pubblici operati dalla Cassa del Mezzogiorno. Attualmente è il terzo polo industriale della provincia di Ascoli Piceno.

## Geografia

### Territorio

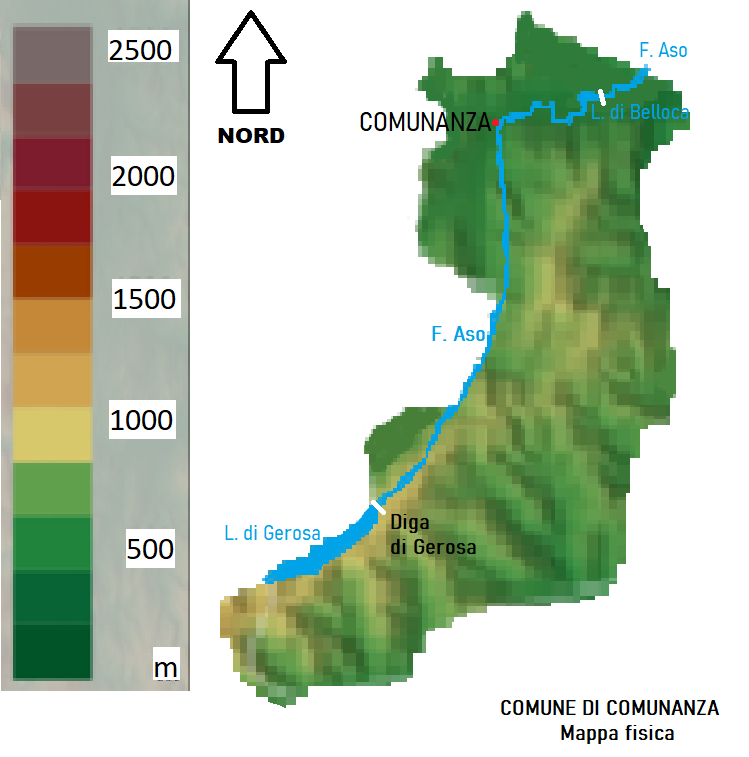
Mappa fisica del territorio comunale

Il territorio comunale si colloca nel circondario dei monti Sibillini, a ridosso dell'appennino umbro-marchigiano, ed è attraversato dal fiume Aso.
Esso ha una superficie di 54,4 km², e confina con il Comune di Amandola (FM) a NW, con il Comune di Montefalcone Appennino (FM) a N, con il Comune di Force (AP) a NE, con il Comune di Palmiano (AP) a E, con il Comune di Roccafluvione (AP) a SE, con il Comune di Montegallo (AP) a S, con il Comune di Montemonaco (AP) a SW, ed infine con il Comune di Montefortino (FM) a W.
Il capoluogo è situato a 448 metri di altitudine s.l.m., e sorge lungo la valle dell'Aso, che divide il centro storico (posto sulla sponda destra) dall'area urbana di costruzione più recente (posta sulla sponda sinistra)
Il territorio comunale è prevalentemente collinare nella porzione settentrionale e centro-settentrionale, mentre diviene montuoso nella parte centro-meridionale e meridionale, con l'approssimarsi ai monti Sibillini. Di conseguenza, la porzione collinare è utilizzata prevalentemente per le coltivazioni agricole, mentre la porzione montuosa risulta coperta da boschi e pascoli.
La valle formata dal fiume Aso è sostanzialmente pianeggiante e, pur non superando la larghezza massima di 1,5 km, ha permesso l'edificazione del nucleo storico del capoluogo, le coltivazioni agricole e l'impiantamento di numerose imprese industriali. La presenza del fiume ha consentito inoltre la costruzione della diga di Villa Pera ad est del capoluogo (opera che ha formato il lago di Belloca), nonché della diga di Gerosa a sud-ovest del capoluogo: quest'ultima opera ha formato il lago di Gerosa.
Essendo situato a ridosso dell'appennino umbro-marchigiano, il territorio comunanzese è stato frequentemente sconvolto da terremoti, anche molto forti. Tra il 100 a.C. ed il 99 a.C. l'antica città di Novana (l'attuale Comunanza) venne con ogni probabilità colpita da due eventi sismici che interessarono in successione, rispettivamente, il Piceno centrale (5,86 MW) e la città di Norcia (5,57 MW). Tre secoli dopo la fondazione dell'attuale nucleo abitativo di Comunanza (1294), essa venne sconvolta dal sisma del 7 Ottobre 1639, caratterizzato da una magnitudo momento di 6,26 MW, con epicentro situato tra Amatrice ed Arquata del Tronto (evento molto simile al più recente terremoto del 24 Agosto 2016). Nel XVIII secolo Comunanza e l'intero circondario dei monti Sibillini dovettero patire le conseguenze del Grande Terremoto del 1703, che colpì in sequenza Norcia e Cascia il 14 Gennaio (6,81 MW) e l'alta valle del fiume abruzzese Aterno il 2 Febbraio (6,65 MW). Il XVIII secolo si chiuse col sisma del 28 Luglio 1799, caratterizzato da magnitudo momento di 6,18 MW ed epicentro situato nei pressi di Camerino, nel maceratese. Nel XIX secolo un nuovo terremoto colpì il territorio dei monti Sibillini, precisamente il 22 Agosto 1859, con una scossa caratterizzata da magnitudo momento di 5,70 MW ed epicentro nei pressi di Norcia. Il 12 Marzo 1873 si verificò un sisma di magnitudo momento pari a 5,88 MW, con epicentro nei pressi di San Ginesio, nel maceratese: ingenti furono i danni, ma fortunatamente non si registrarono vittime. Nel XX secolo, Comunanza subì gravi danni per effetto del terremoto che colpì le città ascolane di Offida e Castignano il 3 Ottobre 1943, caratterizzato da una magnitudo momento di 5,67 ± 0,08 MW. L'8 Agosto 1951 un sisma di magnitudo momento di 5,28 ± 0,06 MW colpì il circondario dei monti della Laga e provocò effetti anche nel territorio comunanzese. Il 26 Novembre 1972 Comunanza è stata sconvolta dal terremoto delle Marche meridionali, caratterizzato da una magnitudo momento di 5,48 ± 0,11 MW e da un'intensità di VIII grado Mercalli (MCS). L'epicentro è stato individuato al confine tra i Comuni di Comunanza e Montefalcone Appennino, con ipocentro localizzato ad 1 km di profondità. Il sisma ha cagionato danni ad edifici, ma non ha provocato vittime. Nel XXI secolo, Comunanza è stata colpita dal terremoto del Centro Italia del 2016 e del 2017, il quale, pur avendo provocato danni anche gravi, fortunatamente non ha fatto registrare vittime nel territorio comunale.

### Clima
Il clima locale è di tipo appenninico, caratterizzato da inverni rigidi e freddi, con frequenti nevicate, e da estati calde. Umidità considerevole nella valle del fiume Aso, soprattutto nei mesi autunnali ed invernali.

## Storia

### Età antica
Le scoperte archeologiche dei secoli XX e XXI hanno evidenziato come il territorio comunanzese risultasse abitato, fin dall'antichità, dai Piceni e dai Romani, dopo la vittoria conseguita da questi ultimi nella guerra picentina (267 a.C.).
Per lungo tempo si è creduto che l'odierna Comunanza potesse essere identificata con l'antico abitato di Interamnia Poletina (o Pollentina) Piceni (o Picena), di fondazione picena e successivamente conquistato dai Romani. A partire dagli anni '10 del XXI secolo questa ricostruzione è stata messa in discussione da nuove scoperte archeologiche, alla luce delle quali l'antica Interamnia Poletina (o Pollentina) Piceni (o Picena) sarebbe identificabile con un abitato posto nell'attuale territorio comunale di Amandola.
Le campagne di ricerca condotte dall'Università di Pisa tra il 2014 ed il 2015 hanno comunque rilevato che, nell'area oggi occupata da Comunanza posta sulla sponda sinistra del fiume Aso, sorgeva l'antica ed importante città di Novana.
Il popolamento del circondario dei monti Sibillini in età picena è comprovato dal rinvenimento, a Comunanza e in Amandola, di reperti particolarmente significativi (fibulae, spilloni, armi), i quali denotano «il ruolo fondamentale che le élite locali detenevano nel controllo delle strutture economiche e nella gestione delle attività produttive».
Le ricerche svolte dall'Università di Pisa nel 2014 e nel 2015 hanno inoltre permesso l'individuazione di piccoli insediamenti rurali (capanne o case), grazie a resti di materiali edilizi o di antichi manufatti.
Il processo di "romanizzazione" dell'attuale territorio di Comunanza e di Amandola sarebbe stato molto marcato dopo la fine della guerra picentina (267 a.C.). Molti siti piceni, infatti, hanno restituito materiali di fattura tipicamente romana. Inoltre, al termine del conflitto, una parte della popolazione picena autoctona sarebbe stata deportata dai Romani nell'odierna area dell'Agro Picentino, una zona dell'Italia meridionale posta al confine tra le attuali Regioni della Campania e della Basilicata.
Nel 232 a.C., per effetto della Lex Flaminia de agro Gallico et Piceno viritim dividundo, il territorio di Novana fu sottoposto a centuriazione. Una parte di esso divenne quindi parte dell'ager publicus, il resto fu assegnato in proprietà individuale ai cives (cioè viritim adsignatus). In questo modo, i Romani avrebbero innescato un fitto popolamento rurale della zona, mediante la costituzione di piccole fattorie, databili a partire dalla fine del III secolo a.C., ubicate in una griglia centuriale di 20 x 20 actus, póste agli angoli delle centuriae e presso gli assi principali e i limites intercisivi.
Questo territorio si avvaleva, come polo di aggregazione amministrativa, economica e sociale, di Novana, centro abitato identificabile con l'attuale Comunanza, posizionato lungo i principali assi stradali dell'epoca: da una parte, lungo l'asse nord-sud, la Via Salaria Gallica (strada romana che collegava Asculum ad Urbs Salvia); dall'altra, lungo l'asse ovest-est, la via della val d'Aso, che collegava i monti Sibillini (Tetrica o Tetricus Mons) al mare Adriatico.

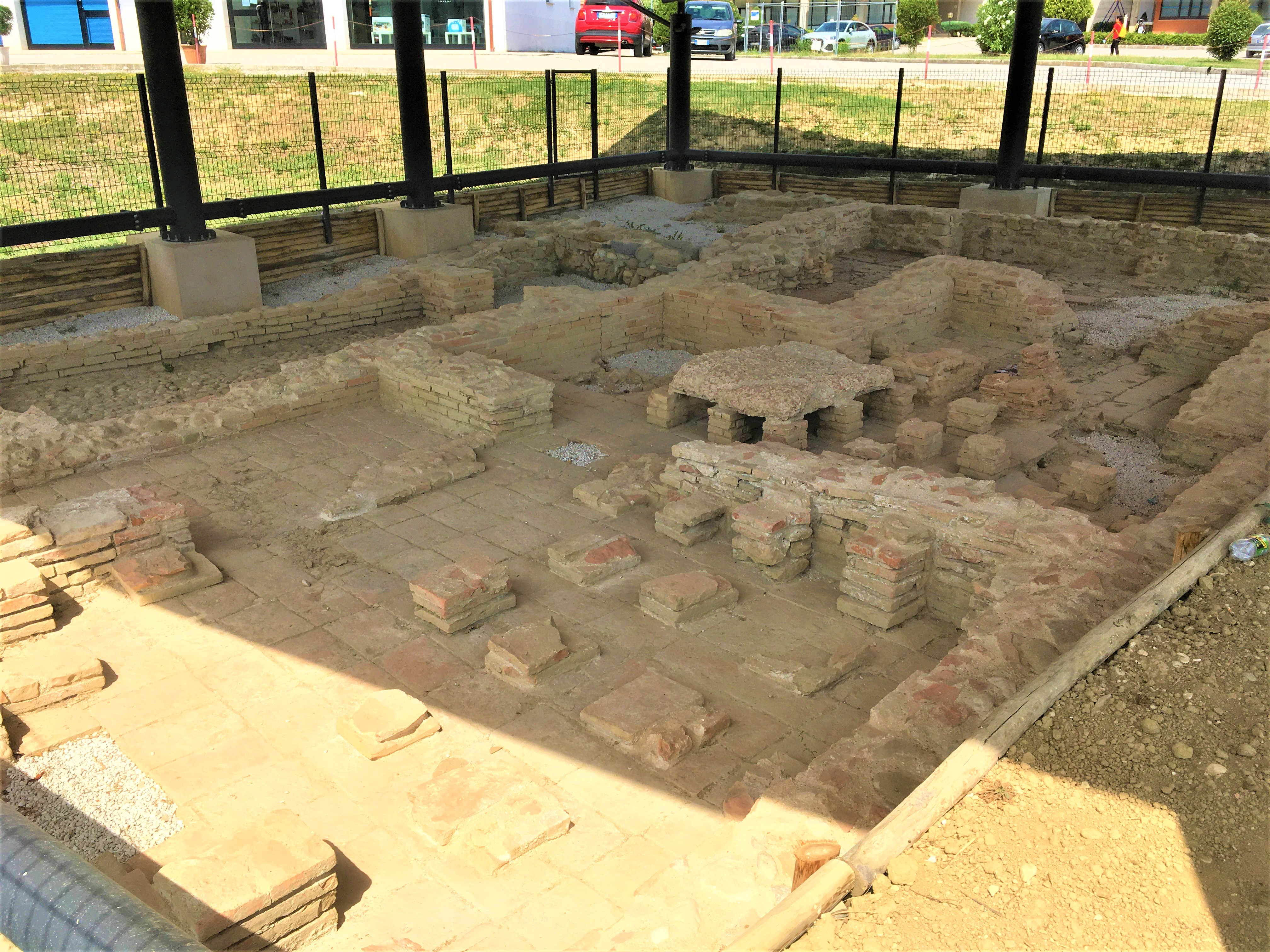
Resti delle terme romane riferibili all'antica città di Novana, situati a Comunanza

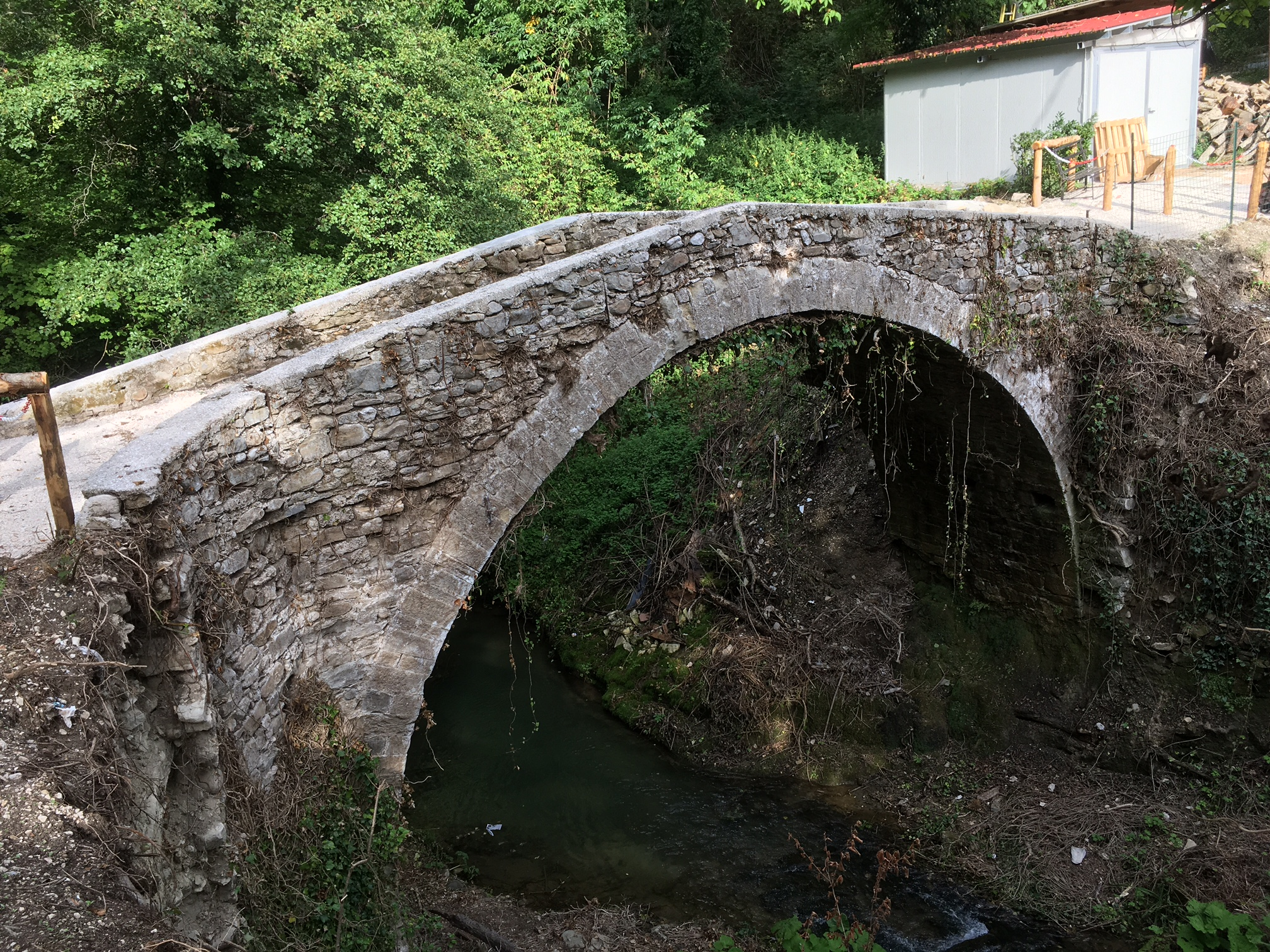
Ponte di epoca romana situato nella frazione Gerosa di Comunanza

Invero, nell'area urbana di Comunanza e nel territorio comunale sono stati rinvenuti significativi resti di età romana, a partire dagli stabilimenti termali, riportati alla luce e muniti di una copertura protettiva nel 2019. Sono stati altresì individuati una fornace romana in frazione Colle Terme, una necropoli romana in frazione Santa Maria, resti di manufatti in ceramica, nonché resti di mura in opus caementicium, una cornice di tempio ed un frammento di edicola in calcare nel centro storico. Nella frazione Gerosa è situato un ponte di epoca romana a schiena d'asino, che unisce le due sponde del fiume Aso lungo il tracciato dell'antica Via Salaria Gallica.
Novana assunse dapprima la dignità di forum, venne quindi elevata a praefectura ed infine a municipium, vale a dire il principale centro amministrativo dell'Ager Novanensis, inserito nella Regio V Picenum dell'Italia romana.
L'Ager Novanensis appariva delimitato a nord dal corso del fiume Tennacola, a nord-est dal fiume Tenna, a sud-est dal fosso dell'Inferno (che attualmente separa i territori di Montefalcone Appennino e di Santa Vittoria in Matenano), infine a sud dal fiume Aso e ad ovest dai monti Sibillini (Tetrica o Tetricus Mons). Il territorio novanense comprendeva quindi aree oggi appartenenti ai Comuni di Comunanza, Amandola, Montefalcone Appennino, Montefortino, Montemonaco, Monte San Martino, Sarnano e Smerillo.
Materiali e manufatti di importazione sono stati rinvenuti soltanto negli insediamenti maggiori dell'Ager Novanensis (in primis la stessa Novana e l'abitato di Cisiana, nell'attuale territorio amandolese), e non nelle fattorie situate nelle campagne. Da questo fatto si può dedurre che l'economia locale fosse rivolta soprattutto alla sussistenza, presumibilmente basata su attività agricole di non alta produttività, integrate con quelle silvo-pastorali.

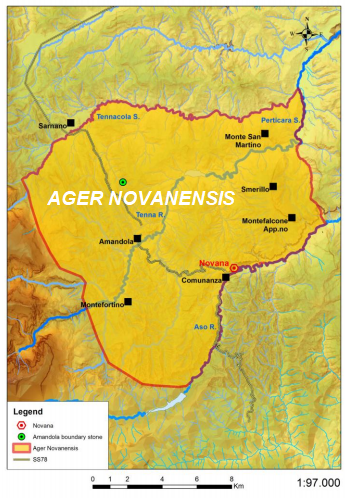
Mappa dell'antico Ager Novanensis

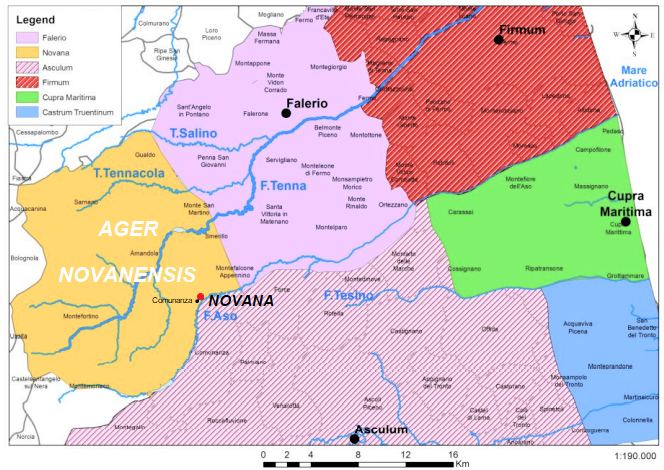
Mappa della parte centrale dell'antico Piceno, con la localizzazione dell'Ager Novanensis

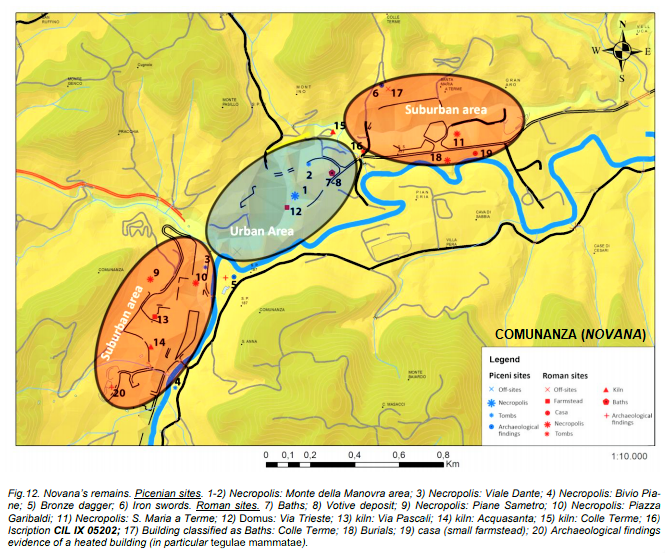
Mappa dei ritrovamenti archeologici operati presso Comunanza (Novana)

Il municipium di Novana viene citato dall'autore latino Plinio il Vecchio nell'opera Naturalis Historia, XIX, 110-111 (risalente al 77-78 d.C.):
[111] Cupra oppidum, Castellum Firmanorum et super id colonia Asculum Piceni nobilissima; intus Novana, in ora Cluana, Potentia, Numana a Siculis condita. Ab iisdem colonia Ancona apposita promontorio Cunero, in ipso flectentis se orae cubitu, a Gargano CLXXXIII m. pass. Intus Asculani, Auximates, Beregrani, Cingulani, Cuprenses cognomine montani, Falerienses, Pausulani, Planinenses, Ricinenses, Septempedani, Tolentinates, Treienses; cum Urbe Salvia Pollentini junguntur.»
[111] Seguono la città di Cupra [Ripatransone], il Castellum Firmanorum [Porto San Giorgio], e soprattutto la colonia di Asculum [Ascoli Piceno], la più famosa del Piceno. Nell'interno è situata Novana [Comunanza], mentre lungo il litorale si trovano Cluana [Civitanova Marche], Potentia [Porto Potenza Picena], Numana, fondata dai Siculi; dai medesimi fu fondata la colonia di Ancona vicino al promontorio del Cunerus [Monte Conero], nel gomito stesso della costa che si flette, a centottantatré miglia dal Gargano. Nell'interno si trovano gli Auximati [ad Osimo], i Beregrani [a Montorio al Vomano], i Cingulani [a Cingoli], i Cuprensi soprannominati Montani [a Cupramontana], i Faleriensi [a Falerone], i Pausulani [a Corridonia], i Planinensi [a San Vittore di Cingoli], i Ricinensi [a Villa Potenza di Macerata], i Septempedani [a San Severino Marche], i Tolentinati [a Tolentino], i Treiensi [a Treia], ad Urbs Salvia [Urbisaglia] i Pollentini.»
(Plinio il Vecchio, Naturalis Historia, XIX, 110-111)
Successivamente alla citazione di Plinio il Vecchio, il municipium di Novana non risulta ricordato in nessuna ulteriore fonte letteraria od epigrafica. Pertanto Novana e gli insediamenti rurali situati nell'Ager Novanensis dovettero subìre una decadenza a partire dal II secolo d.C. Questa sarebbe stata determinata da un mutamento strutturale nell'utilizzo della terra, caratterizzato dalla progressiva riconversione d'uso dei terreni da coltivi a pascoli (soprattutto quelli compresi nell'ager publicus e non assegnati ai privati), con conseguente crisi nel popolamento rurale e corrispondente perdita di importanza del centro amministrativo di Novana

### Medioevo
Le ultime vestigia di Novana e dell'Ager Novanensis dovettero con ogni probabilità subìre una grave decadenza in seguito al crollo dell'Impero romano d'Occidente ed alle invasioni barbariche.
L'antica Novana, probabilmente quasi del tutto abbandonata, dovette perciò piegarsi all'invasione degli Ostrogoti (489), alla riconquista bizantina (553) ed infine alla nuova occupazione barbarica dell'Italia operata dai Longobardi (guidati dal re Alboino) a partire dal 568. L'antico Ager Novanensis fu incorporato nel Ducato di Spoleto, facente capo al Regno longobardo.
Documenti dei secoli IX, X ed XI testimoniano che i resti di Novana e dell'Ager Novanensis dovettero appartenere ai monaci benedettini farfensi, i quali, fuggendo da Farfa in Sabina per sfuggire alle incursioni dei Saraceni, si stabilirono nell'antico Piceno fondando l'odierna città di Santa Vittoria in Matenano. Nell'odierna frazione di Santa Maria sorgevano edifici religiosi facenti capo proprio ai monaci farfensi: in particolare le chiese di Santa Maria de Teràmo (cioè l'odierna chiesa di Santa Maria a Terme), San Biagio de Teràmo e San Michele de Teràmo, queste ultime successivamente cadute in rovina o probabilmente distrutte. La denominazione "de Teràmo" fa riferimento alle antiche terme romane (thermae) presenti nella città di Novana.
La popolazione italica superstite, nonché le genti germaniche - ostrogote e longobarde - che ad essa si aggiunsero a partire dal sec. V d.C., si sarebbero raccolte intorno al castello di Monte Passillo, situato sulla sponda sinistra dell'Aso, nei pressi dell'odierna frazione di Pracchia. Intorno al XII secolo, al dominio farfense sull'odierno territorio comunanzese sarebbe quindi subentrata la signoria di Monte Passillo, governato politicamente dalla famiglia Nobili, di origine germanica. Negli anni, Monte Passillo avrebbe rappresentato un importante centro politico ed economico lungo le alte valli dell'Aso e del Tenna, nonché un baluardo politico e militare del Libero Comune di Ascoli Piceno, impegnato in una perenne lotta contro il Libero Comune di Amandola per il predominio territoriale nel circondario dei monti Sibillini.
Il dominio dei monaci farfensi e l'ascesa della potenza di Monte Passillo devono essere chiaramente iscritti nel panorama della storia europea, che si dipana dalla caduta del Regno longobardo nel 774 per opera dell'esercito franco guidato da Carlo Magno, passando per la proclamazione dell'Impero carolingio (800) e successivamente del Sacro Romano Impero (962), entità politiche in cui confluì il Ducato di Spoleto con l'intero territorio della Marca. Questi ultimi, nel 1198, entrarono definitivamente a far parte dello Stato della Chiesa, durante il papato di Innocenzo III.

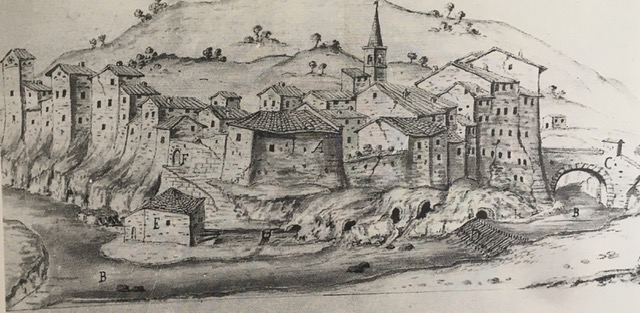
Veduta del borgo storico di Comunanza in un disegno del 1672

La nascita del nucleo contemporaneo di Comunanza si collocherebbe intorno al 1294, cioè dopo la prima distruzione di Monte Passillo proprio ad opera dei soldati del Libero Comune di Amandola. Onde sfuggire alle incursioni degli Amandolesi, i montepassillesi decisero di stabilirsi sulla sponda destra dell'Aso, in una piccola pianura di forma triangolare situata in posizione strategica, difesa a nord e ad est dal corso del fiume Aso, protetta a sud e ad ovest dalla scoscesa parete del colle Chiaro. Nacque così l'insediamento di Communanthia Montis Passilli, detto anche Communanthia Ascolanorum o più semplicemente Communanthia, nucelo embrionale dell'attuale centro storico. La pianura ove venne edificato il primo nucleo della Comunanza contemporanea sarebbe appartenuto all'Ospedale di San Francesco d'Assisi di Monte Passillo. Qui probabilmente sorgeva già quell'edificio oggi identificabile con la chiesa di San Francesco d'Assisi.
Il Castrum Communanthiae fu edificato in una pianura originariamente non coltivata ed anzi coperta da boschi. Gli ascolani curarono la costruzione di una cinta muraria posizionata a ridosso del colle Chiaro (dunque a sud e ad ovest del borgo), difesa da cinque torri a base quadrata, e munita di due porte di accesso: la prima situata a nord in direzione del mare Adriatico, la seconda posta a sud in direzione di Ascoli Piceno, e proprio per questa ragione denominata Porta Ascolana. Il profondo tracciato del fiume Aso poteva invece essere superato soltanto mediante un ponte levatoio in legno, manovrato al bisogno dai rudimentali apparecchi meccanici dell'epoca.
Raccogliendo l'eredità di Monte Passillo (la cui rocca fu più volte ricostruita e distrutta), il Castrum Communanthiae diventò un "castello" del Libero Comune di Ascoli Piceno, configurandosi come un avamposto strategico lungo l'alta valle dell'Aso per contrastare le mire espansionistiche del Libero Comune di Amandola.
Nel 1357 il vicario generale dello Stato della Chiesa, il cardinale Egidio Albornoz, promulgò le Costituzioni egidiane, testo normativo con cui si procedeva ad un'organica suddivisione territoriale dei domini pontifici e si disciplinavano i rapporti con i feudatari locali e le questioni giurisdizionali. Pertanto le autonomie comunali locali furono progressivamente limitate. La Marca meridionale appariva quindi suddivisa nel Ducato di Camerino, nello Stato di Fermo e nel Governo di Ascoli Piceno, ai quali - a partire dal 1586 - si aggiunse il Presidiato di Montalto. Pertanto, a partire dal XIV secolo, la storia di Comunanza ha pedissequamente seguito le sorti del Governo di Ascoli Piceno e dello Stato della Chiesa.
Sono documentati fino al XVI secolo periodici scontri armati tra soldati ascolani e comunanzesi da una parte, e soldati amandolesi dall'altra; purtroppo queste dispute coinvolsero spesso anche la popolazione civile. Esse dovettero terminare definitivamente soltanto nel 1521, quando il Rettore Pontificio della Marca ordinò la demolizione definitiva del castello di Monte Passillo allo scopo di porre fine alla secolare rivalità tra Ascoli Piceno ed Amandola.
Nel 1348, al pari del territorio della Marca e del resto d'Europa, Comunanza fu colpita dall'epidemia di peste nera, a causa della quale perì una parte della popolazione locale stimabile tra il 25% ed il 75%.
La fine dell'epidemia determinò un notevole miglioramento economico per il territorio comunanzese, atteso che i protocolli notarili conservati nell'Archivio di Stato di Ascoli Piceno, nonché altri documenti dell'epoca, attestano la floridezza dell'economia locale tra la fine del XIV secolo e l'intero XV secolo. A Comunanza, come in Amandola, a Montefortino, a Montemonaco e negli altri paesi limitrofi, le colonne portanti dell'economia erano costituite dall'agricoltura e dalla pastorizia. L'allevamento ovino, oltre che orientato alla produzione di latte, formaggi e derivati, alimentava finanche le due principali industrie locali: la lavorazione della lana e la concia delle pelli all'interno degli opifici paesani. L'accrescimento del benessere economico favorì la sistemazione delle strade locali, la costruzione di ponti e la ristrutturazione di chiese, palazzi e monumenti.
Ciononostante, si verificarono periodici conflitti locali e scorrerie di soldati per tutto il XV secolo, a causa dall'espansione delle diverse signorie che avvicendavano il proprio dominio nella Marca o in aree d'Italia più ampie. Tra gli altri episodi dell'epoca, si ricordi che, nel 1434, Comunanza, Amandola, il circondario dei monti Sibillini e l'intera Marca subirono l'occupazione militare ed il saccheggio da parte delle truppe del Ducato di Milano guidate dal duca Francesco Sforza, il quale mirava all'espansione dell'egemonia politica milanese sull'Italia centrale e meridionale.

### L'età moderna (dal Cinquecento all'Unità d'Italia)
Al miglioramento delle condizioni economiche e sociali della popolazione di Comunanza e del circondario dei monti Sibillini invalso nel XV secolo, si contrappose una lenta e progressiva decadenza nei secoli XVI, XVII e XVIII, determinata da ricorrenti carestie ed epidemie, da gravi terremoti (1639 e 1703), dall'insaprimento della pressione fiscale da parte della Curia romana, dall'immobilismo delle classi nobiliari ed ecclesiastiche dominanti, e dalla terribile piaga sociale del brigantaggio (che fu finalmente debellato solo in seguito all'Unità d'Italia).
Nonostante la decadenza economica e sociale dei secoli XVI, XVII e XVIII, Comunanza fu la patria di illustri interpreti dell'arte barocca: si ricordino il pittore ed architetto Sebastiano Ghezzi (Comunanza, 1580 – 1645), il pittore e copista Giuseppe Ghezzi (Comunanza, 1634 – Roma, 1721), il pittore Pier Leone Ghezzi (Roma, 28 Giugno 1674 – Roma, 6 Marzo 1755) ed il pittore Antonio Amorosi (Comunanza, 1660 – Roma, 5 Ottobre 1738), autori di importanti opere barocche conservate a Comunanza, nelle Marche, a Roma e nei dintorni della capitale dello Stato Pontificio. Inoltre, in questo periodo furono edificati e ristrutturati molti edifici di culto situati nel territorio comunale: si ricordino l'edificazione della Chiesa di Santa Caterina d'Alessandria nel XVI secolo (demolita nel 1818 e successivamente ricostruita, per essere consacrata nel 1833) e l'edificazione della Chiesa di Sant'Anna nel XVII secolo.
La situazione economica e sociale di Comunanza e del circondario dei monti Sibillini migliorò significativamente in seguito alla rivoluzione francese ed alla diffusione degli ideali rivoluzionari in Italia. In particolare, nell'età napoleonica furono aboliti molti privilegi nobiliari ed ecclesiastici e fu data una spinta decisiva allo sviluppo infrastrutturale del territorio, nonché ad innovazioni tecnologiche nell'agricoltura e nell'industria.
Dopo la lunga parentesi della Restaurazione dello Stato Pontificio successiva al Congresso di Vienna (1815), il Risorgimento e l'Unità d'Italia sancirono il definitivo avvio alla modernità per Comunanza e per l'intero circondario dei monti Sibillini. Comunanza e le Marche entrarono infatti a far parte del Regno di Sardegna in seguito al plebiscito del 4 Novembre 1860, e del Regno d'Italia dopo la sua proclamazione avvenuta il 17 Marzo 1861.

### Età contemporanea (dall'Unità d'Italia ad oggi)

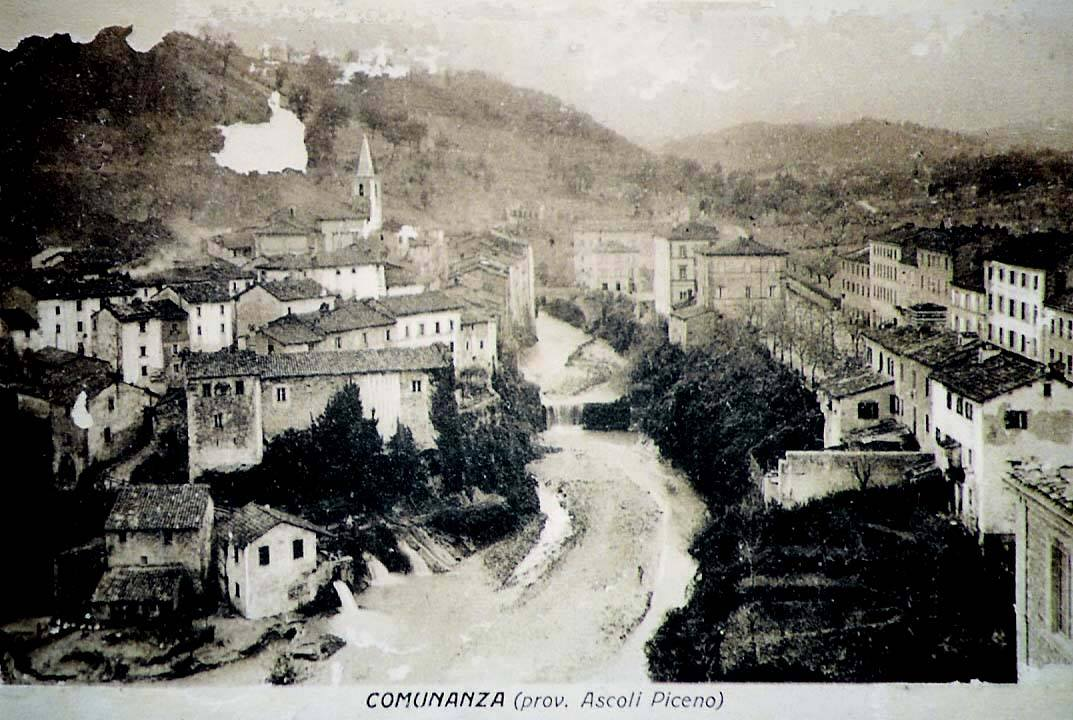
Panorama di Comunanza in una fotografia dei primi anni del XX secolo

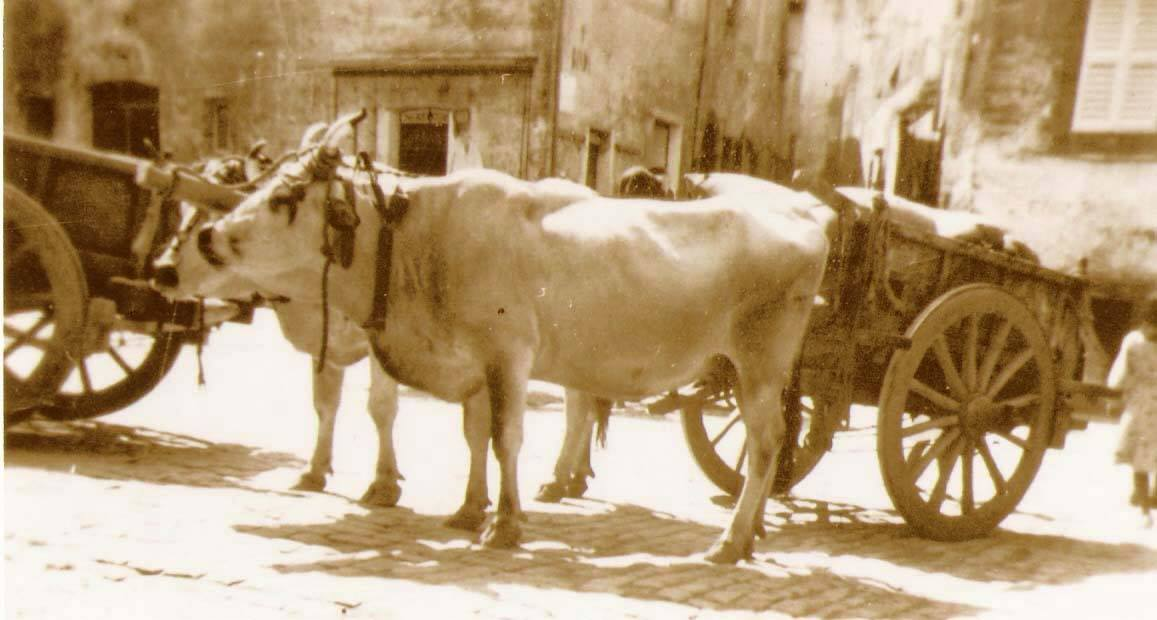
Bovini di razza marchigiana trainanti carri in legno presso Piazza Santa Caterina, immortalati in una fotografia dei primi anni del XX secolo

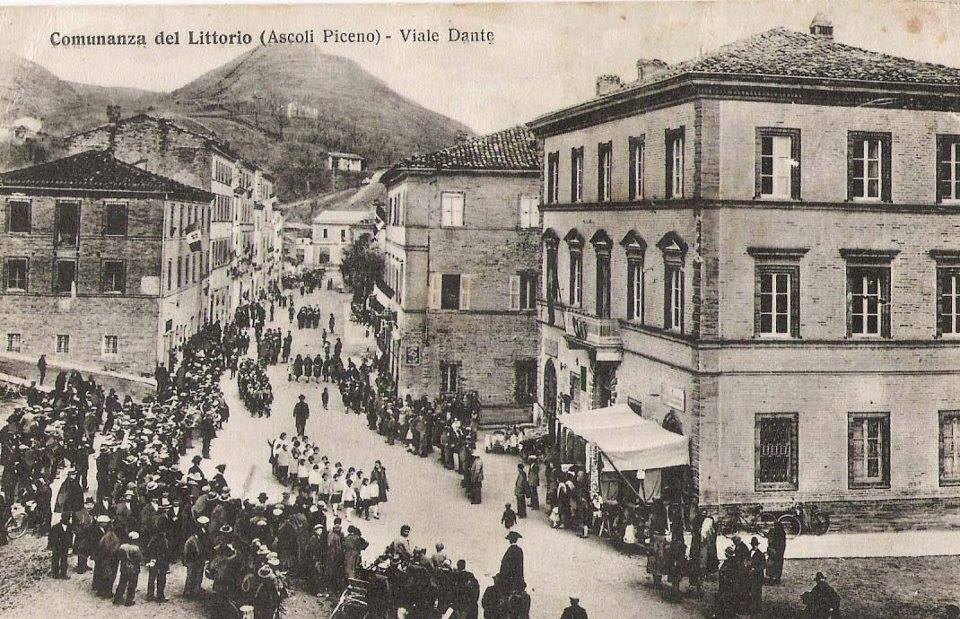
Parata di epoca fascista in Viale Dante a Comunanza del Littorio, negli anni '30 del XX secolo

Dopo aver pedissequamente seguito le vicende dell'Italia unita dal 1861 alla prima guerra mondiale, dal 1932 al 1945 - dopo l'instaurazione del regime totalitario fascista - il Comune ha assunto la denominazione di Comunanza del Littorio.
Nel corso della seconda guerra mondiale, dopo l'armistizio dell'8 Settembre 1943, Comunanza fu occupata dalle truppe della Wehrmacht (esercito tedesco) e venne inserita nel territorio della neonata Repubblica Sociale Italiana. Gli Alleati progettarono il bombardamento della cittadina intorno alla primavera del 1944, ma in seguito desistettero dal progetto.
Alcune famiglie comunanzesi si distinsero per l'ospitalità ed il sostegno forniti a partigiani italiani e a prigionieri di guerra britannici e statunitensi, liberati dal campo di concentramento di Servigliano proprio dopo l'armistizio.
Durante la permanenza nel territorio comunanzese e piceno, le truppe tedesche della Wehrmacht, le SS e i fiancheggiatori fascisti della RSI si resero responsabili di crimini di guerra ai danni della popolazione. Presso il cimitero di Comunanza furono ripetutamente fucilati partigiani italiani e prigionieri di guerra britannici e statunitensi: una targa commemorativa apposta dal Comune di Comunanza ricorda ancora oggi questi crimini di guerra.
Comunanza fu liberata dalle truppe alleate il 21 Giugno 1944.
Comunanza ha conosciuto un importante sviluppo industriale a partire dagli anni '60 del XX secolo, anche grazie agli investimenti pubblici operati dalla Cassa del Mezzogiorno. Attualmente è il terzo polo industriale della provincia di Ascoli Piceno.

### Simboli
Lo stemma è stato concesso con regio decreto del 2 settembre 1938.
Il gonfalone è un drappo di azzurro.

## Monumenti e luoghi d'interesse

### Architetture religiose

#### Chiesa di Santa Maria a Terme

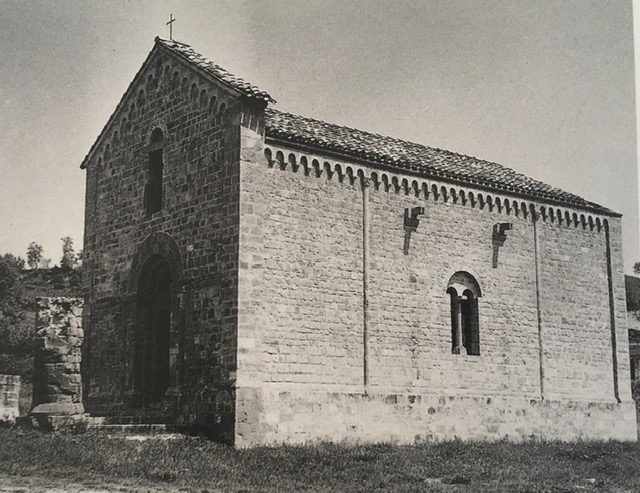
Chiesa di Santa Maria a Terme, situata nella frazione Santa Maria di Comunanza

La Chiesa di Santa Maria a Terme è l'edificio di culto cristiano più antico del territorio di Comunanza. Essa è situata in frazione Santa Maria, nei pressi del capoluogo, ed è stata realizzata intorno al IX o X secolo, sui resti di un antico tempio pagano attribuito a Dioniso, posto nella città di Novana (l'antica Comunanza). Dell'antico tempio pagano rimangono evidentemente le colonne in blocchi di travertino e tufo. La chiesa è realizzata in pietra di arenaria e segue i canoni stilistici dell'architettura preromanica: ha pianta rettangolare, presenta un'abside tripartita da lesene, con due bifore, doccioni nelle pareti laterali e archetti ciechi lungo tutto il perimetro della struttura. Nel portale conserva i bassorilievi originali, recanti decorazioni simboliche di animali e vegetali aventi funzione apotropaica. L'interno è a navata unica, suddivisa in tre campate con volta a botte, e presenta affreschi del XIII secolo.

#### Chiesa di Santa Caterina d'Alessandria

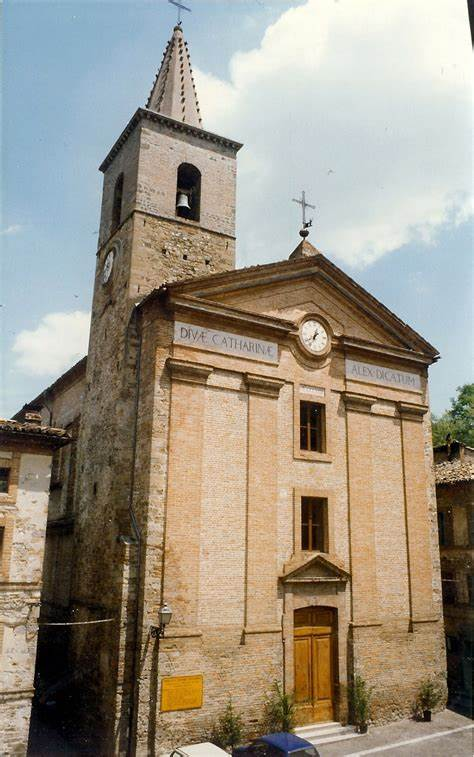
Chiesa di Santa Caterina d'Alessandria, situata nel centro storico di Comunanza

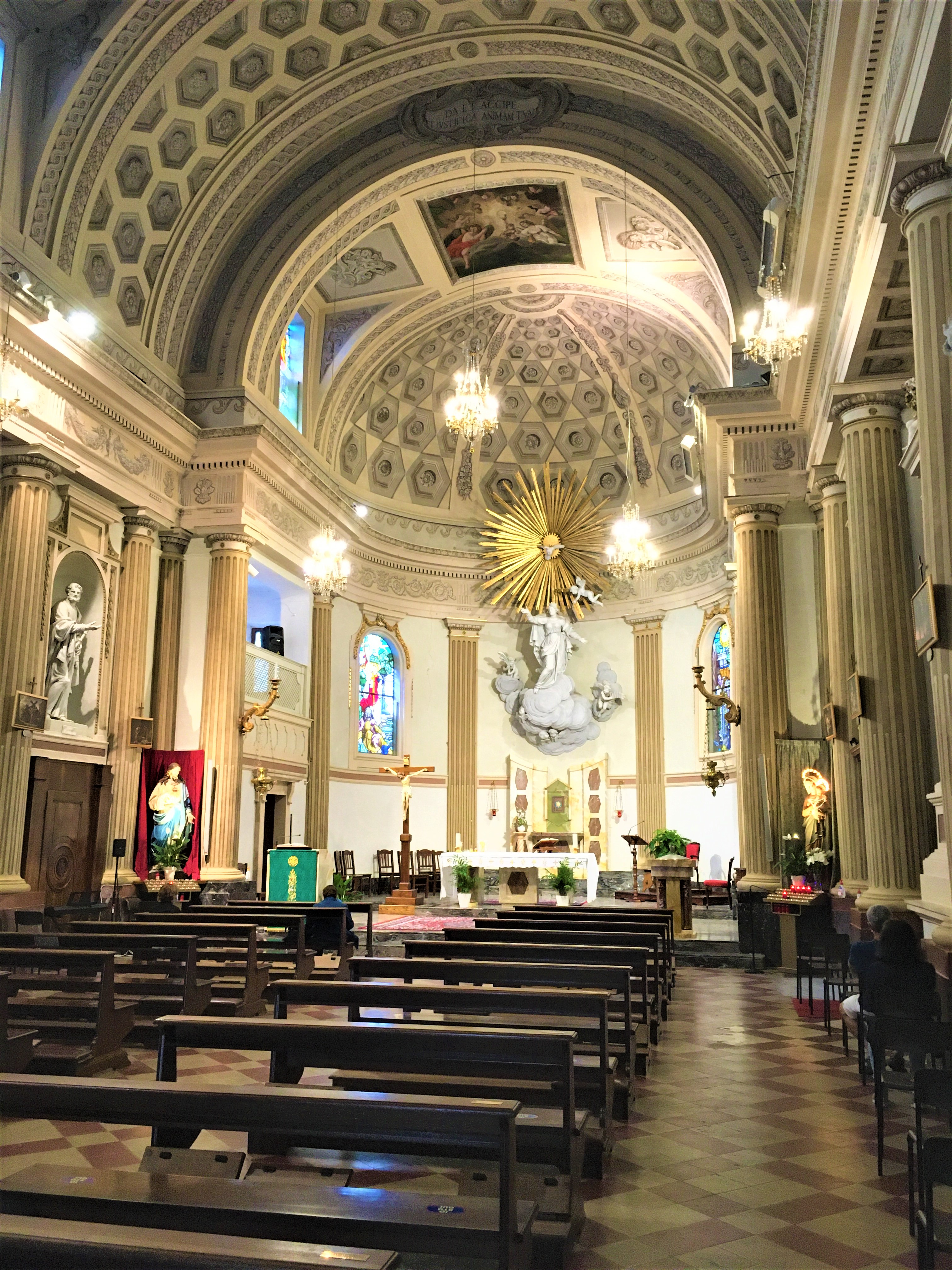
Interno della Chiesa di Santa Caterina d'Alessandria

La Chiesa di Santa Caterina d'Alessandria è situata nel centro storico di Comunanza, città di cui rappresenta la chiesa matrice. L'edificio di culto originario risaliva al XVI secolo, tuttavia è stato demolito nel 1818 e ricostruito in stile neoclassico, seguendo il progetto dell'architetto svizzero Pietro Maggi. L'edificazione della chiesa odierna è terminata nel 1832, ed essa è stata consacrata nel 1833.
La torre campanaria - a pianta quadrata - è l'unica testimonianza dell'antica chiesa cinquecentesca; nel corso dei lavori di ricostruzione della chiesa, la torre è stata munita di una nuova cella campanaria e di una nuova guglia, che ne hanno elevato l'altezza originaria.
L'interno della chiesa è a navata unica e presenta decorazioni, stucchi e statue dell’artista ascolano Domenico Paci.
Di grande interesse sono alcune opere pittoriche di età barocca, riferibili ad artisti comunanzesi operanti finanche a Roma tra i secoli XVII e XVIII: il dipinto San Giovanni Battista e Santa Giuliana di Giuseppe Ghezzi ed il dipinto La Madonna di Loreto, opera di Giuseppe Ghezzi, Pier Leone Ghezzi e Antonio Amorosi.
Il monumentale organo a due tastiere con più di duemila voci proviene dalla Basilica di Loreto.

#### Chiesa di San Francesco d'Assisi

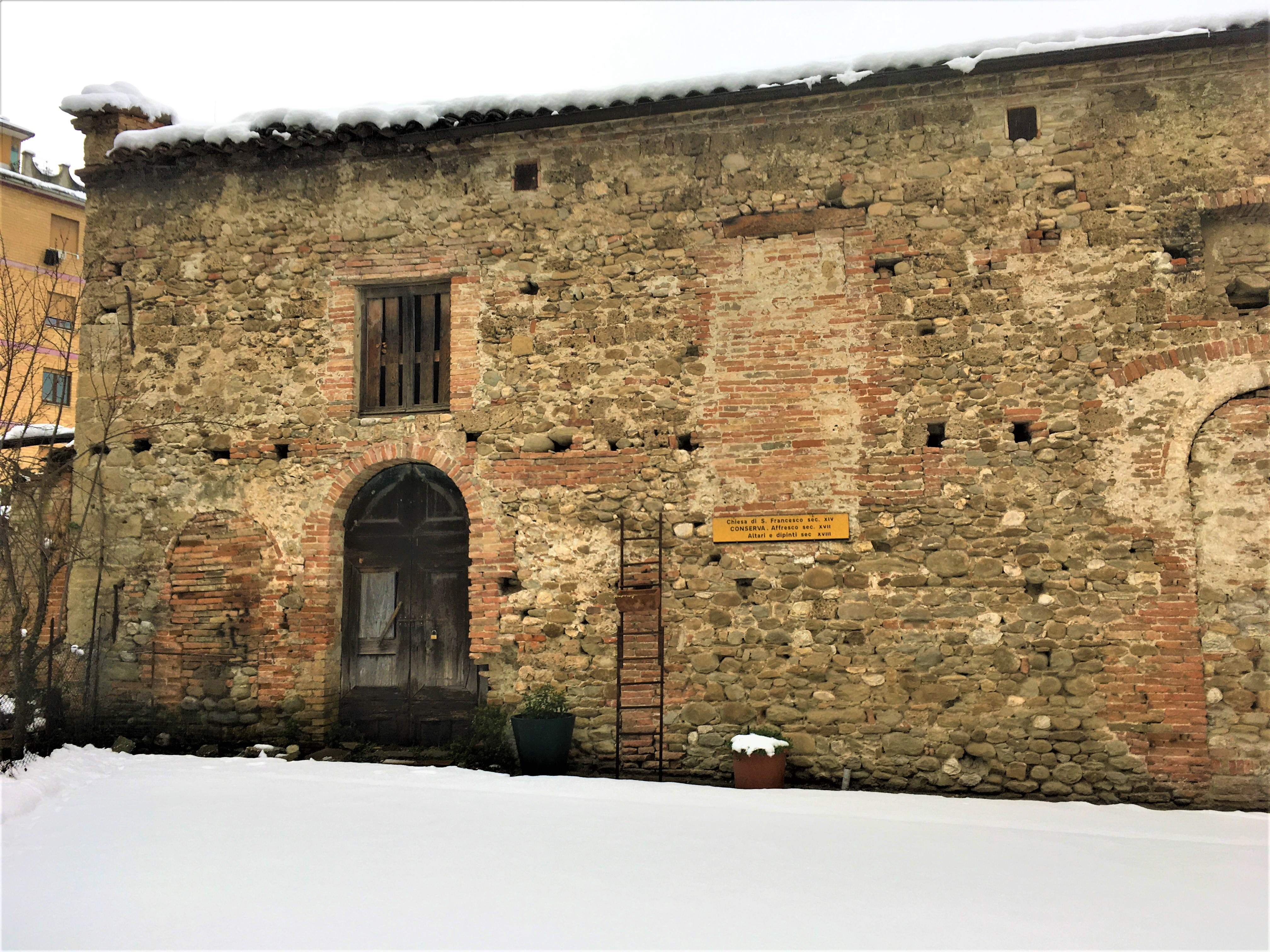
Chiesa di San Francesco d'Assisi nel centro storico di Comunanza

La Chiesa di San Francesco d'Assisi è l'edificio più antico del centro storico di Comunanza. Essa è situata in un luogo già appartenente all'Ospedale di San Francesco d'Assisi di Monte Passillo fin dal XIII secolo. L'attuale conformazione esterna dell'edificio risale con ogni probabilità al XIII od al XIV secolo. All'interno, conserva un affresco del XVI secolo, dipinti del XVIII secolo ed un altare in stucco del XVIII secolo, opera dell'artista locale Sebastiano Ghezzi.

#### Chiesa di Sant'Anna

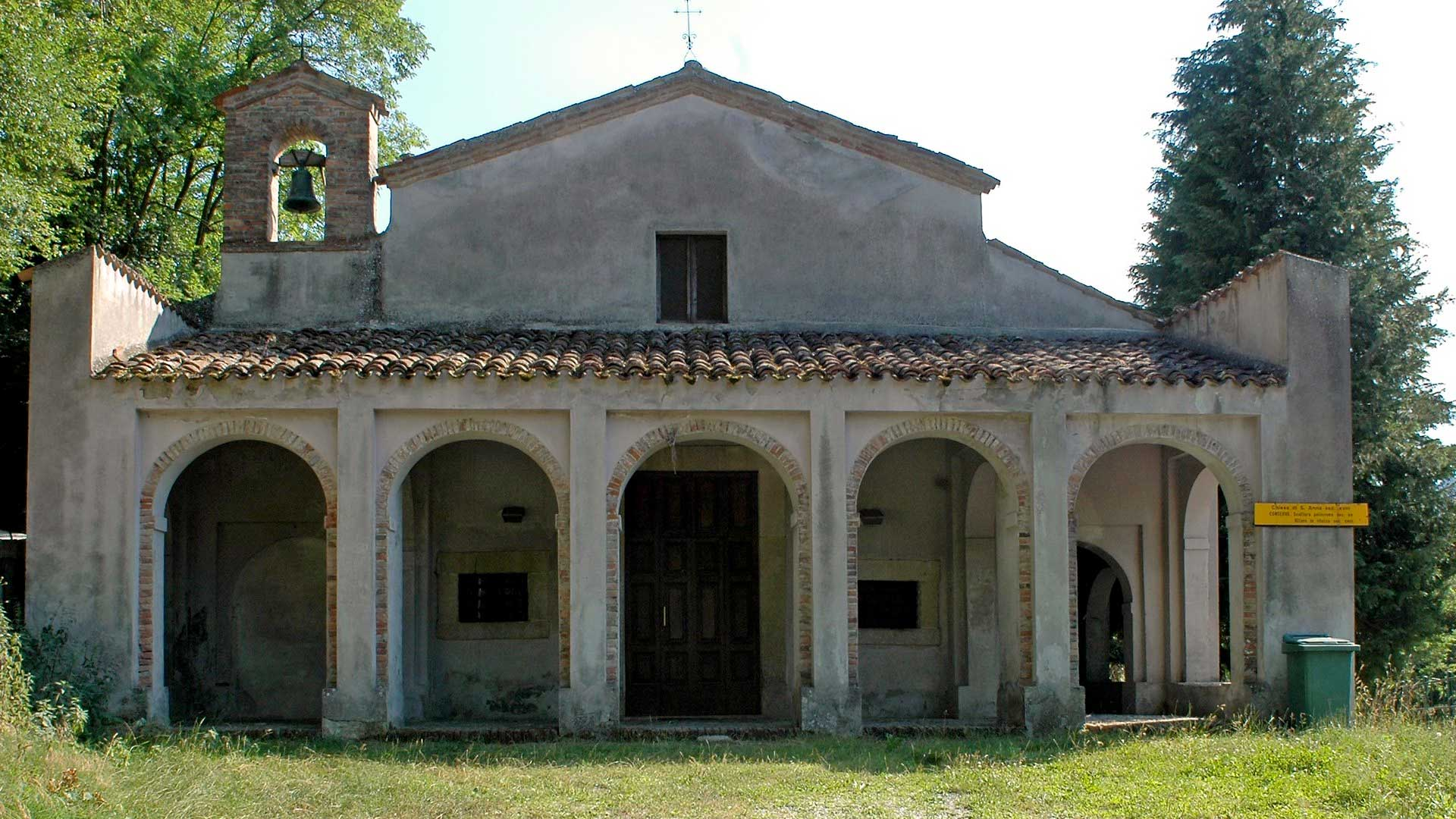
Chiesa di Sant'Anna situata a Comunanza

La Chiesa di Sant’Anna risale al XVII secolo, ed è situata ai piedi del colle Chiaro, poco distante dal centro storico del capoluogo. Essa è caratterizzata da uno stile tardo-romanico, con portici nel prospetto e nel lato ovest, e campanile a vela. L’interno è a navata unica, con copertura a capriate ed altare in stucco settecentesco. Fu fatta costruire per iniziativa del letterato Antonio Caferri al fine di farne un convento dei frati minori conventuali, tuttavia non fu mai utilizzata per tale scopo.

### Architetture civili

#### Palazzo Pascali

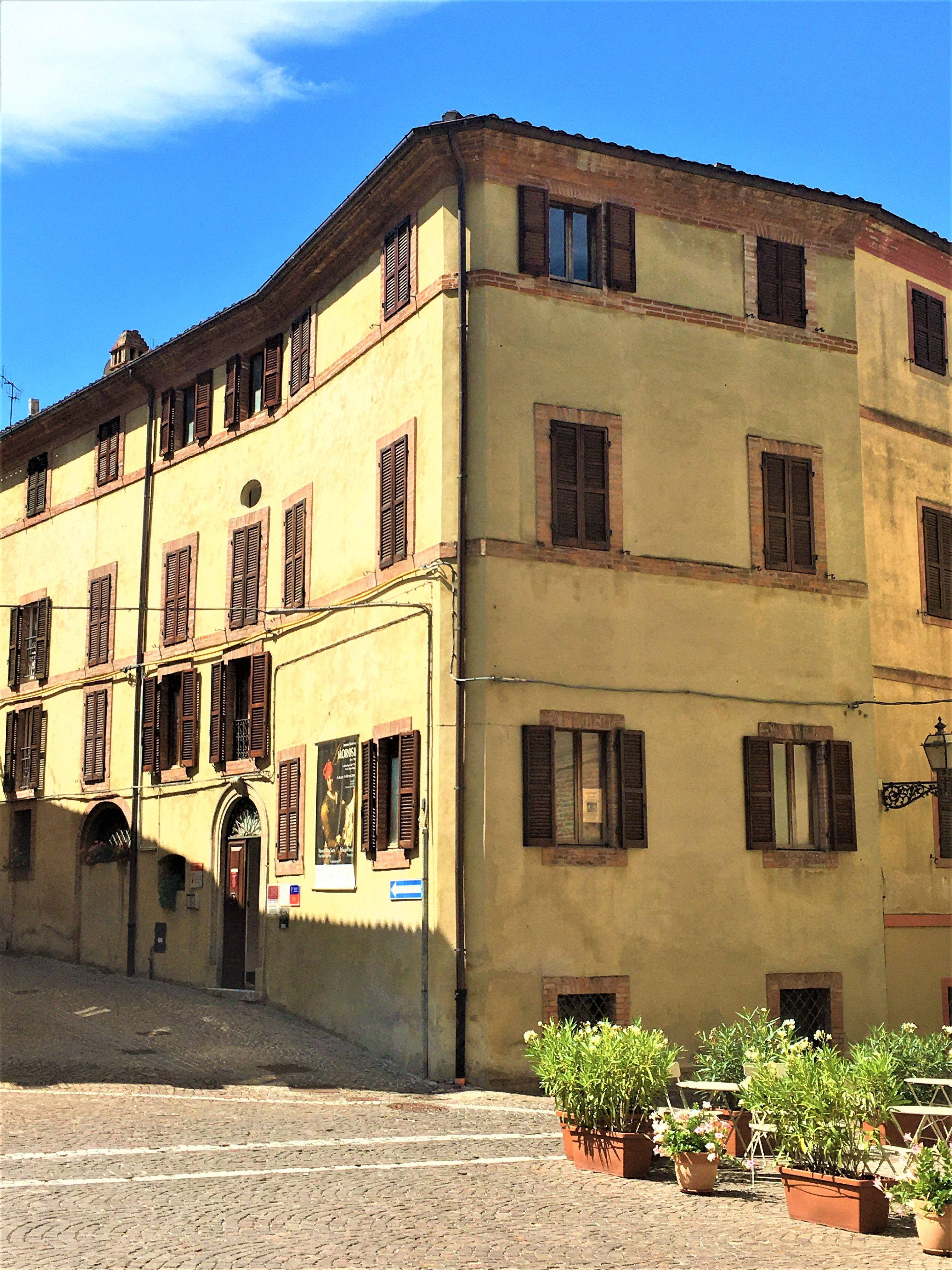
Veduta del Palazzo Pascali nel centro storico di Comunanza

Palazzo Pascali è un antico edificio gentilizio situato nel centro storico di Comunanza, in Piazza Santa Caterina.
Storicamente è stato sede del Consorzio idrico intercomunale del Vettore.
Attualmente ospita il Museo di arte sacra e la Biblioteca civica "Pietro Spinucci" e Centro Studi "Emidio Saladini Conte di Rovetino" (istituti che raccolgono l'importante eredità del preesistente "Centro di lettura" comunale dal 2008). L'edificio ospita finanche mostre d'arte temporanee, periodicamente organizzate ed allestite dall'Amministrazione comunale.

### Architetture militari

#### Resti del castello di Monte Passillo

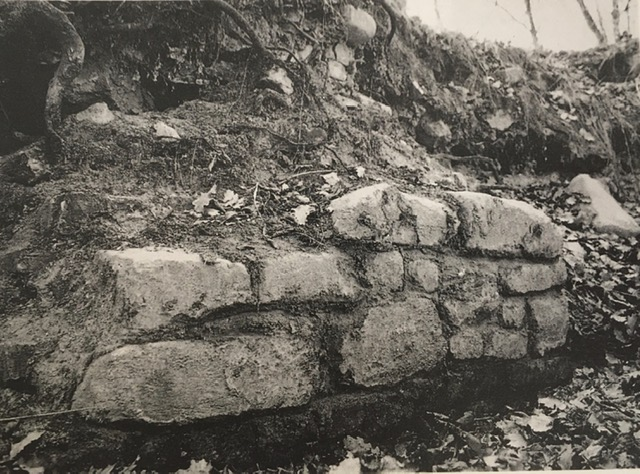
Veduta parziale dei resti del castello medievale di Monte Passillo, situato in cima all'omonimo rilievo a nord-ovest di Comunanza

In cima al Monte Passillo (588 metri s.l.m.) sono visibili i resti del castello della famiglia Nobili, più volte distrutto e ricostruito. La demolizione definitiva si colloca nel 1521, per ordine del Rettore Pontificio della Marca, allo scopo di porre fine alla secolare rivalità tra le città di Amandola e di Ascoli Piceno.

### Siti archeologici

#### Resti di terme romane

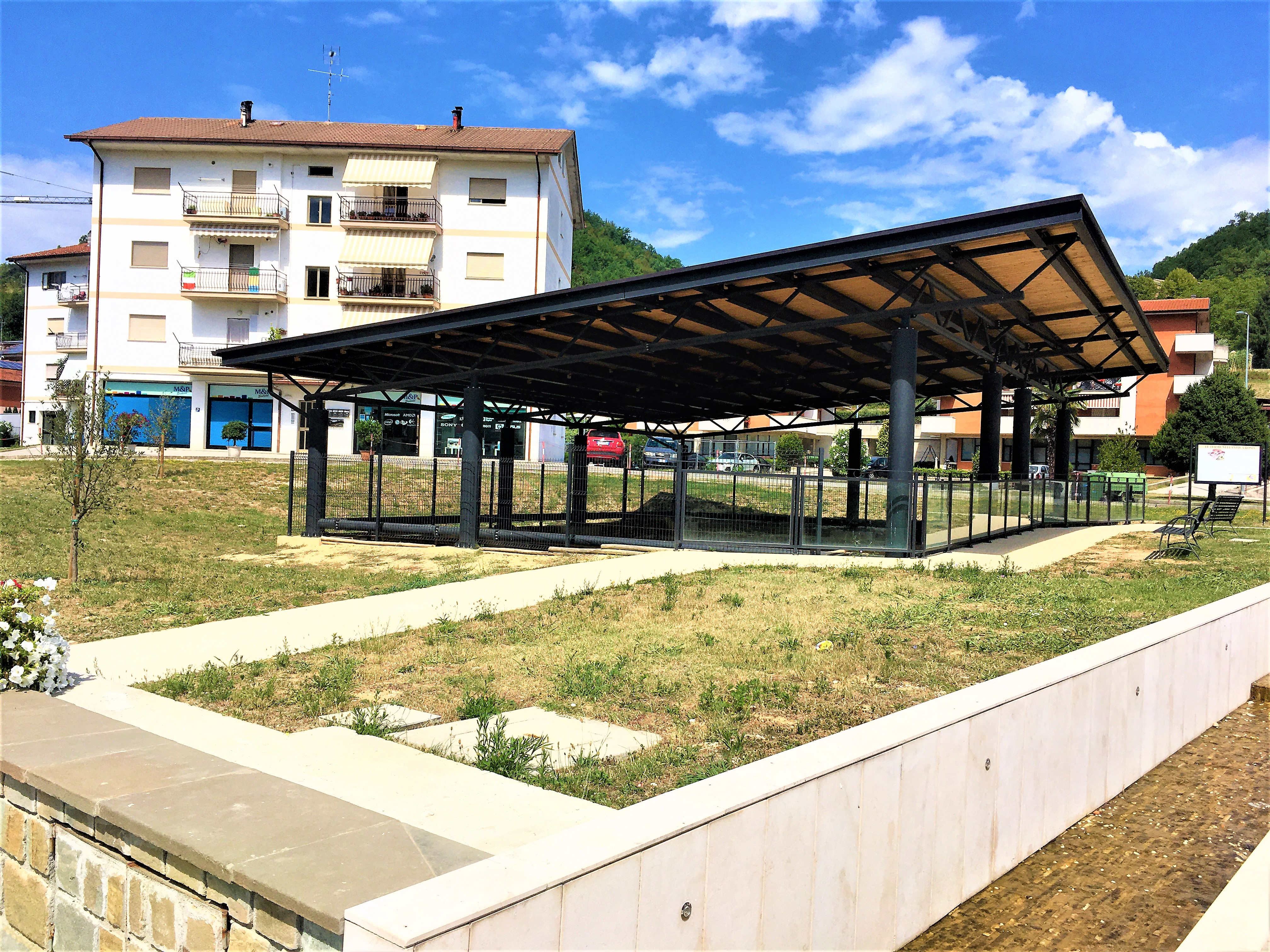
La Piazza delle Terme Romane situata a Comunanza

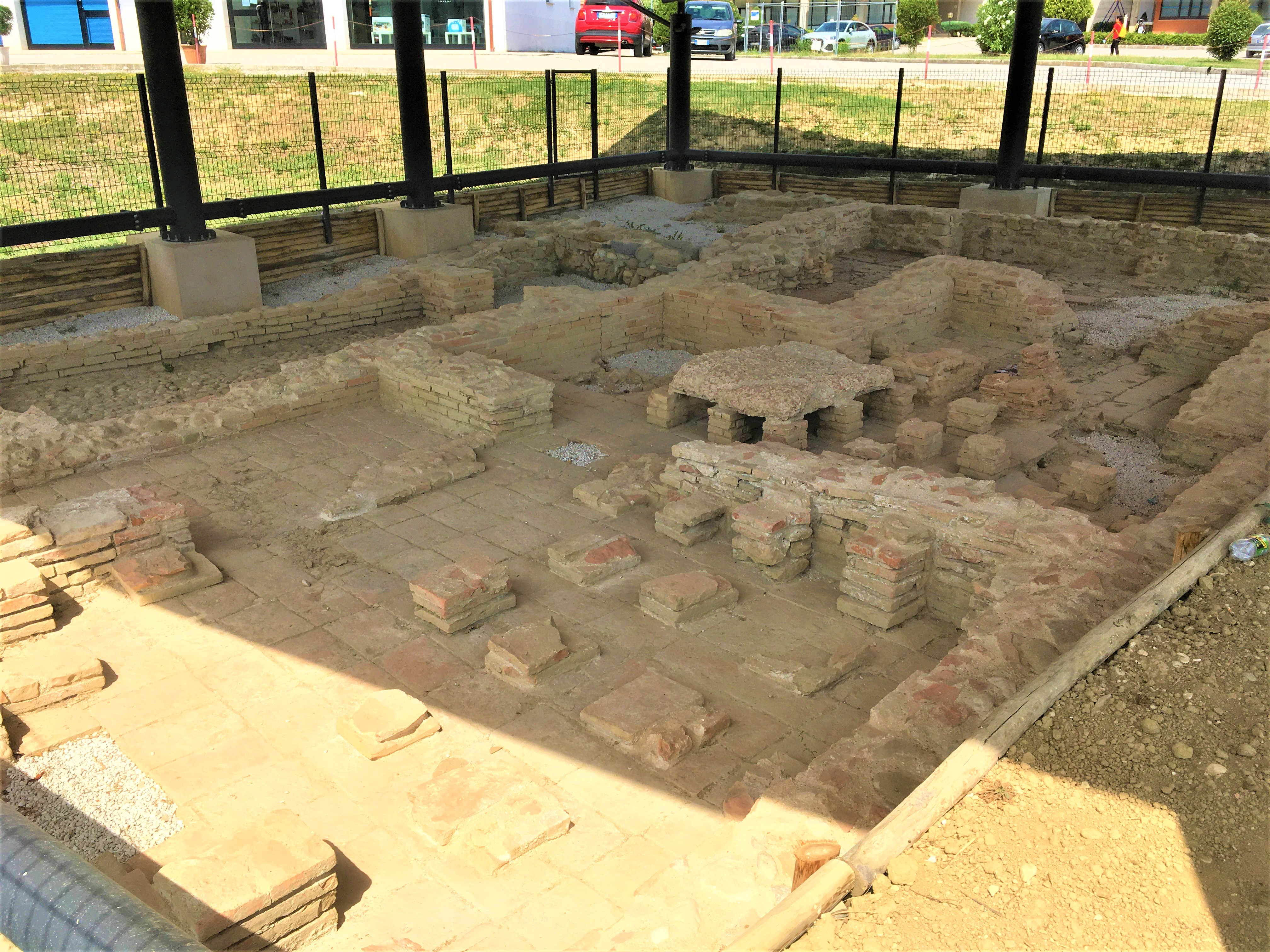
Resti delle terme romane riferibili all'antica città di Novana, situati a Comunanza

Nella Piazza delle Terme Romane del capoluogo sono presenti resti di stabilimenti termali di epoca romana, riferibili all'antica città di Novana, riportati alla luce e muniti di coperture protettive nel 2019.

#### Ponte romano di Gerosa

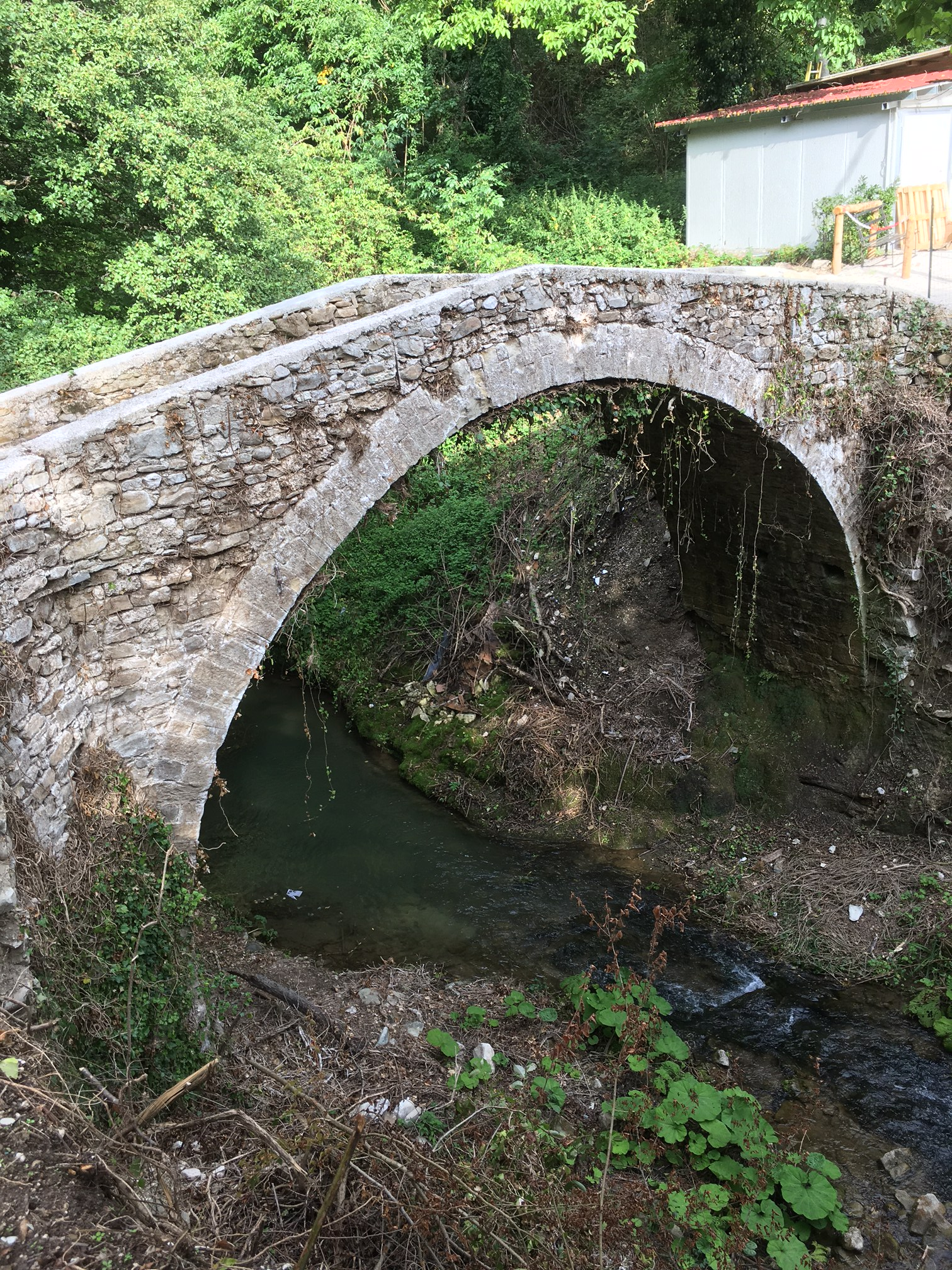
Ponte di epoca romana situato nella frazione Gerosa di Comunanza

Nella frazione Gerosa è situato un ponte di epoca romana a schiena d'asino, che unisce le due sponde del fiume Aso lungo il tracciato dell'antica Via Salaria Gallica (strada romana che collegava Asculum ad Urbs Salvia, attraversando Novana).

### Aree naturali

#### Lago di Gerosa

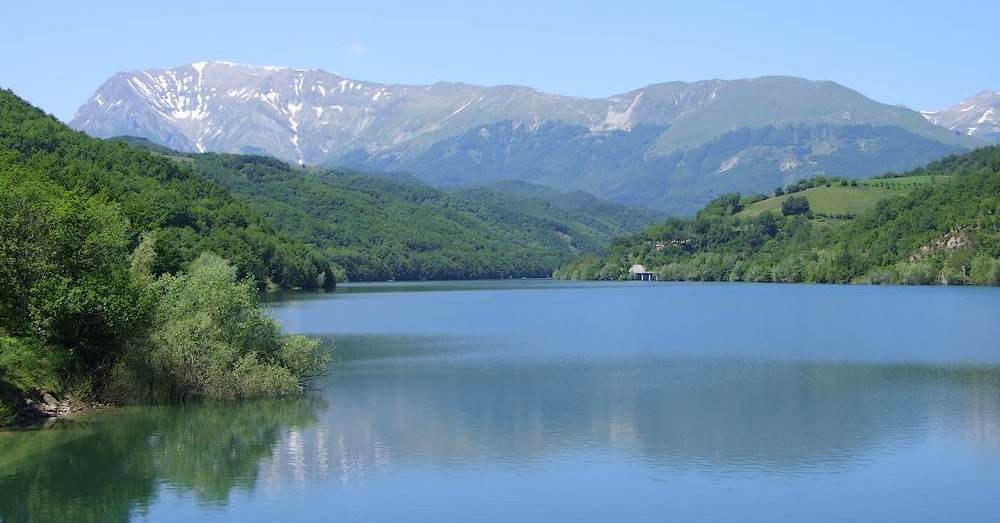
Panorama del lago di Gerosa con il monte Vettore ed il monte Torrone sullo sfondo

Il lago di Gerosa è un bacino idrico artificiale situato ad un'altitudine di 649 metri s.l.m. nel territorio comunale di Comunanza. Esso prende il nome dal nucleo abitativo di Gerosa, frazione che sorge in prossimità del lago. L'invaso è compreso fra i Comuni di Comunanza, Montemonaco (AP) e Montefortino (FM), ha una lunghezza di 2.500 metri ed una larghezza massima di 370 metri.
Immissario ed emissario è il fiume Aso.
La diga che ha formato il bacino idrico è stata costruita dal Consorzio di Bonifica dell'Aso tra il 1977 ed il 1983, ed è attualmente di proprietà del Consorzio di Bonifica delle Marche. Essa sorge nel territorio comunale di Comunanza e presenta una struttura muraria a gravità massiccia con un'altezza massima di 77 metri. Essa ha una sezione quadrata di 3 metri di lato, che diventa rettangolare (3 metri x 2,50 metri) nella zona di installazione degli organi di chiusura; può esitare, nella pratica, 110 metri cubi d'acqua al secondo. Lo scarico di superficie è costituito da un ciglio sfiorante della lunghezza libera di 36 metri che, con un’altezza di lama dell’acqua di 2,50 metri, può esitare 301 metri cubi d'acqua al secondo. L’opera, realizzata per i fini irrigui, risulta strategica lungo l’intera valle dell’Aso, contenendo un volume d'acqua di 15.400.000 metri cubi, con una capacità di irrigazione di 3.483 ettari.
La grande massa d'acqua contenuta nell'invaso ha permesso la costruzione di due centrali idroelettriche nel territorio comunale di Comunanza, di cui una situata in frazione Gerosa, l'altra collocata in frazione Villa Pera. Per la verità, in prossimità del lago sorge anche una terza centrale, dipendente dal serbatoio di monte situato a Montefortino, in frazione Arato.
La vegetazione prevalente intorno al lago è costituita da roverella, carpino nero, carpino bianco, castagno, frassino, abete rosso e pino d'Aleppo.
Le specie ittiche presenti nel lago sono soprattutto persico reale, persico trota, persico sole, barbo comune, anguilla, triotto, scardola, cavedano, carassio, alborella, carpa, tinca, trota fario e trota iridea.
Il lago è meta di turismo naturalistico e sportivo, che richiama visitatori dall'Italia e dall'estero, ed è sede di un idroscalo.

## Società

### Evoluzione demografica
Abitanti censiti

### Religione
La confessione religiosa maggiormente professata a Comunanza è la cristiana cattolica romana, con oltre il 90% della popolazione battezzata.
Sono presenti minoranze cristiane ortodosse, cristiane protestanti (perdipiù riferibili alla Congregazione dei Testimoni di Geova), nonché islamiche ed induiste, oltre ai non credenti.

## Cultura

### Istruzione

#### Scuole
L'istituto scolastico comprensivo interprovinciale dei Sibillini, dipendente dal Ministero dell'istruzione, dell'università e della ricerca, incorpora tutti i plessi scolastici situati nei Comuni di Comunanza, Force (AP), Montefalcone Appennino (FM), Montelparo (FM), Montemonaco (AP) e Smerillo (FM).

#### Biblioteche

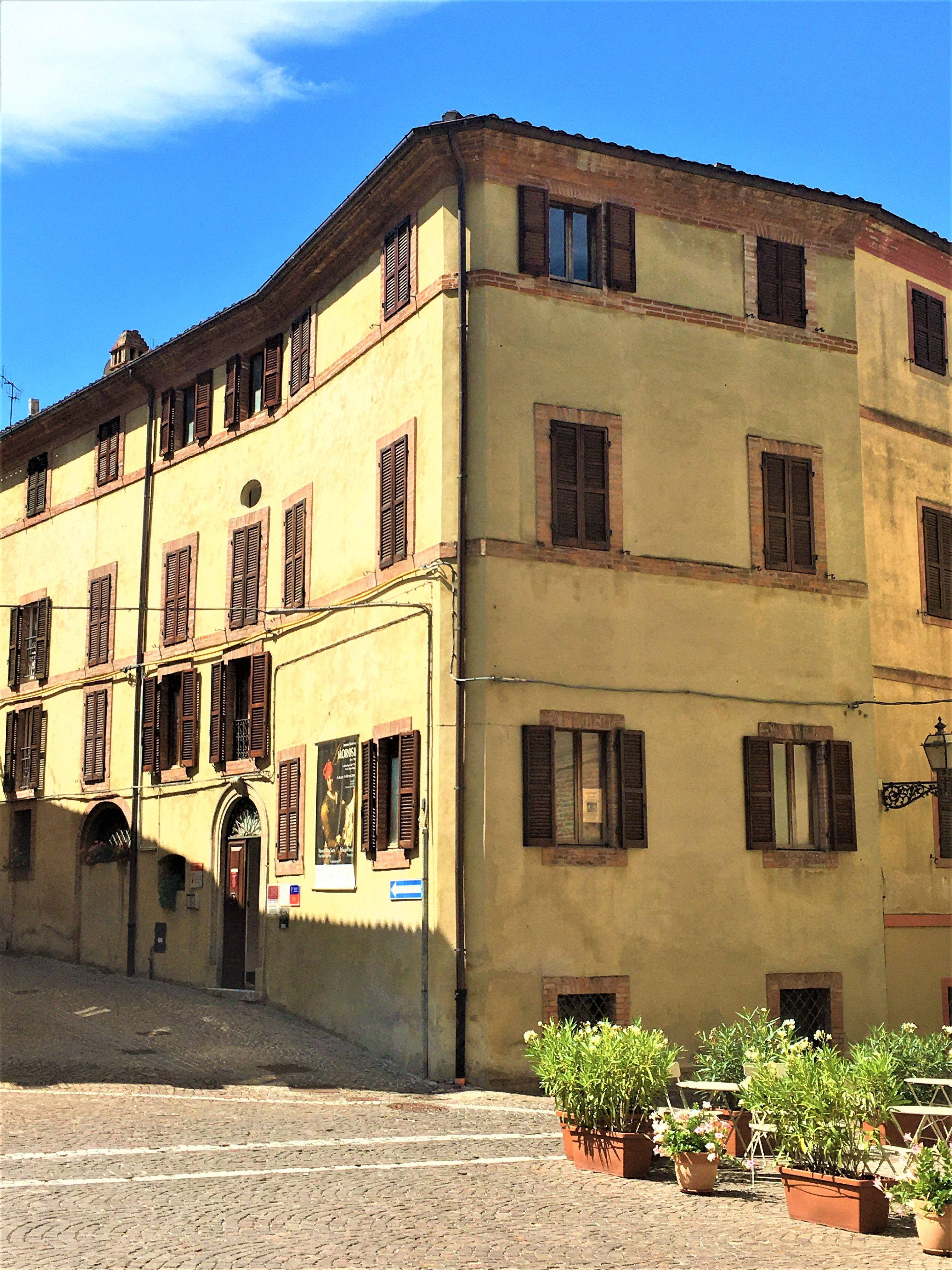
Veduta del Palazzo Pascali nel centro storico di Comunanza, attuale sede del Museo di arte sacra, della Biblioteca civica "Pietro Spinucci" e del Centro Studi "Emidio Saladini Conte di Rovetino"

La "Biblioteca civica Pietro Spinucci" ed il "Centro Studi Emidio Saladini Conte di Rovetino" raccolgono l'importante eredità del preesistente "Centro di lettura comunale" dal 2008. Sono allestiti in tre sale del Palazzo Pascali, situato nel centro storico del capoluogo. Questi istituti sono il frutto dell'aggregazione dell'ingente patrimonio librario del preesistente "Centro di lettura comunale" con due ulteriori e successive donazioni: la prima proveniente dal Prof. Pietro Spinucci, già docente di letteratura inglese ed americana, e poi Rettore dell’Università di Lingue Straniere di Verona, nato a Comunanza e molto legato al proprio paese; la seconda proveniente dal Conte Emidio Saladini, grande conoscitore di arte e cinema, ed attivo a Roma nel magico periodo felliniano. Il patrimonio librario spazia tra la letteratura italiana, europea ed americana, con testi in lingua italiana ed inglese, la poesia del Novecento, il teatro, l'arte e la saggistica. Ad oggi, nella Biblioteca sono complessivamente presenti oltre 10.000 volumi.

### Musei
Il "Museo diocesano di arte sacra" è ospitato presso il Palazzo Pascali, situato nel centro storico del capoluogo. Esso conserva significative opere pittoriche e di oreficeria; tra queste ultime spiccano un reliquiario a tempietto del XVI secolo ed una croce astile del XVIII secolo, con un Cristo del XIV secolo attribuito all’orafo ascolano Pietro Vannini. Di grande fascino il calice in argento del XVIII secolo, con i tre Santi seduti sul piede. Tra le opere pittoriche si segnalano la Madonna della cintola (XVII secolo) ed il San Liborio del celebre pittore Giuseppe Ghezzi, artista originario di Comunanza ma attivo soprattutto a Roma. Il museo espone altresì le Stazioni della Via Crucis del XVIII secolo, dipinte ad olio e di scuola carraccesca, originariamente esposte nella Chiesa di Santa Caterina d'Alessandria, ed ivi sostituite da copie all'inizio del XXI secolo.

#### Teatri
L'auditorium "Adriano Luzi" è stato inaugurato nel 1999, ed è una struttura dedicata a spettacoli, concerti, congressi e proiezioni cinematografiche, situata all'interno del capoluogo. È dedicato al comunanzese Adriano Luzi, grande restauratore di fama internazionale scomparso nel 2003.

### Eventi

#### In piazza per loro
"In piazza per loro" è una manifestazione filantropica che si svolge nel centro storico del capoluogo, a cadenza annuale, nel mese di Agosto. Consiste in un'esibizione canora di cittadini provenienti da Comunanza e dai Comuni limitrofi, finalizzata alla raccolta di fondi destinati alla Lega del filo d'oro (associazione ONLUS dedita all'assistenza in favore di giovani e adulti sordociechi e pluriminorati psicosensoriali).

#### Fiera degli Uccelli (o mostra ornitologica)
La "Fiera degli Uccelli" (o "Mostra ornitologica") è una manifestazione fieristica che si svolge nel capoluogo a cadenza annuale, nella prima Domenica del mese di Ottobre, fin dal 1968. Si caratterizza per l'esposizione di volatili di ogni specie, di animali da cortile e da compagnia, nonché per la presenza di bancarelle e l'esposizione di prodotti tipici e di lavorazioni industriali lungo le strade principali del capoluogo, chiuse al traffico veicolare.

#### Fiera di Santa Caterina
La "Fiera di Santa Caterina" è un'antichissima manifestazione fieristica, originariamente fissata al 25 Novembre, giorno dedicato a Santa Caterina d'Alessandria, Santa Patrona di Comunanza. Essa si svolge nel capoluogo a cadenza annuale, attualmente nell'ultima Domenica del mese di Novembre. Si caratterizza per la presenza di bancarelle e l'esposizione di prodotti tipici lungo le strade principali del capoluogo, chiuse al traffico veicolare.

## Geografia antropica
Le frazioni di Comunanza sono le seguenti: Calvarese, Capotornano, Casa di Ciotto, Casa di Cola, Casale, Castelfiorito, Cerisciolo, Colle Chiaro, Cossinino da Capo, Cossinino da Piedi, Croce di Casale, Ficocchia, Fosso di Otto, Gabbiano, Gerosa, Gesso, Granaro, Illice, Lago, Lisciano, Montegenco, Nasuto, Palombara, Parapina, Passafiume, Passo, Piane Nuove, Pianerie, Piane Vecchie, Piantabete, Polica Nuova, Polica Vecchia, Polverina, Ponte dell'Aso, Pracchia, Rivolta, San Benedetto, San Claudio, San Giovanni, San Lorenzo, Settecarpini, Tavernelle, Tiburro, Valentina, Vallecupa, Villa Pera, Vindola.
Di seguito vengono descritte le frazioni di maggiore importanza storica, demografica e culturale.

### Calvarese
La frazione di Calvarese è situata a 746 metri s.l.m., a 10 km dal capoluogo in direzione sud. La coltivazione cerealicola a terrazze e il commercio di legname sono le attività principali dei suoi abitanti. Le case che non hanno subito restauri sono a due piani, costruite in pietra locale. Esse rispecchiano la classica tipologia edilizia rurale e montana del Piceno.

### Cossinino da Capo
La frazione di Cossinino da Capo è situata a 789 metri s.l.m., a 14 km dal capoluogo in direzione sud-est. È un nucleo abitativo di circa 15 case, ancora parzialmente abitate. Al centro del borgo sorge l'antica Chiesa di Sant'Ilario Vescovo, esistente già dal XIII secolo. Di stile romanico, l’interno è a tre navate con copertura a capriate. All'esterno, sul portale dell'edificio, è incisa la data 1598. L'ultimo restauro risale agli anni '50 del XX secolo. Il campanile a guglia ospita due campane, come in una chiesa matrice. Un edificio del borgo conserva il simbolo della corporazione dei "sartori".

### Cossinino da Piedi
La frazione di Cossinino da Piedi è situata a 719 metri s.l.m., a 15 km dal capoluogo in direzione sud-est. È attualmente disabitata. Trattasi di uno degli ultimi rifugi dell'Ordine cavalleresco dei Templari, che qui avevano la loro Commenda e che hanno custodito, e fatto giungere fino a noi, una preziosa iscrizione proto-picena, posta su una pietra utilizzata in guisa di architrave, all'interno di un interessante edificio fortificato.

### Croce di Casale
La frazione di Croce di Casale è la più popolosa di Comunanza, è situata a 729 metri s.l.m. e dista 8,5 km dal capoluogo. È sede di attività commerciali ed economiche.

### Gabbiano
La frazione di Gabbiano è situata a 710 metri s.l.m., a 13 km dal capoluogo in direzione sud-est. La Chiesa dei Santi Pietro e Paolo risale al XIII secolo. Il suo ultimo restauro risale agli anni '50 del XX secolo, con il rifacimento dell’altare. Della parte medioevale originaria restano la zona absidale e quella dell’antico ingresso, divenute cappelle laterali nel rifacimento del XVIII secolo, che ne modificò sia l’orientamento, sia l’impianto, che da basilicale divenne centrale. All'interno si notano ancora tracce di decorazioni pittoriche tardo-medioevali e di stucchi settecenteschi.

### Gerosa

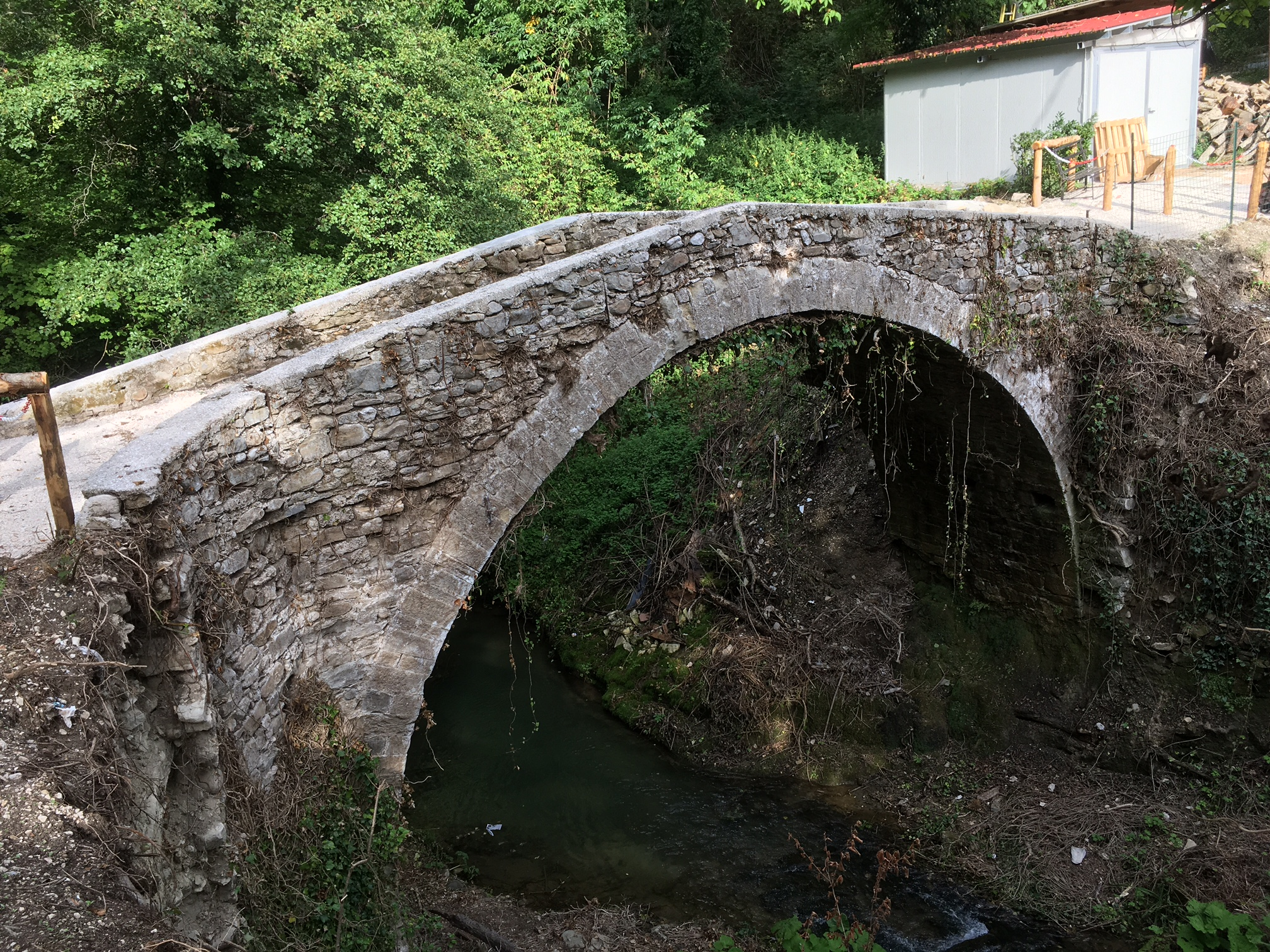
Ponte di epoca romana situato nella frazione Gerosa di Comunanza

La frazione di Gerosa è situata a 640 metri s.l.m., a 7,5 km dal capoluogo in direzione sud. Nella seconda metà del XVI secolo è stata il covo del famoso brigante Masio della Jerosa. Trattasi di un piccolo nucleo abitativo, con basse case in laterizio del XVI secolo. Presente un ponte di epoca romana a schiena d’asino, che univa le due sponde del fiume Aso lungo l'antica Via Salaria Gallica (strada romana che collegava Asculum ad Urbs Salvia). A sud si scorge la diga, inaugurata nel 1983, che contiene il suggestivo lago omonimo.

### Gesso

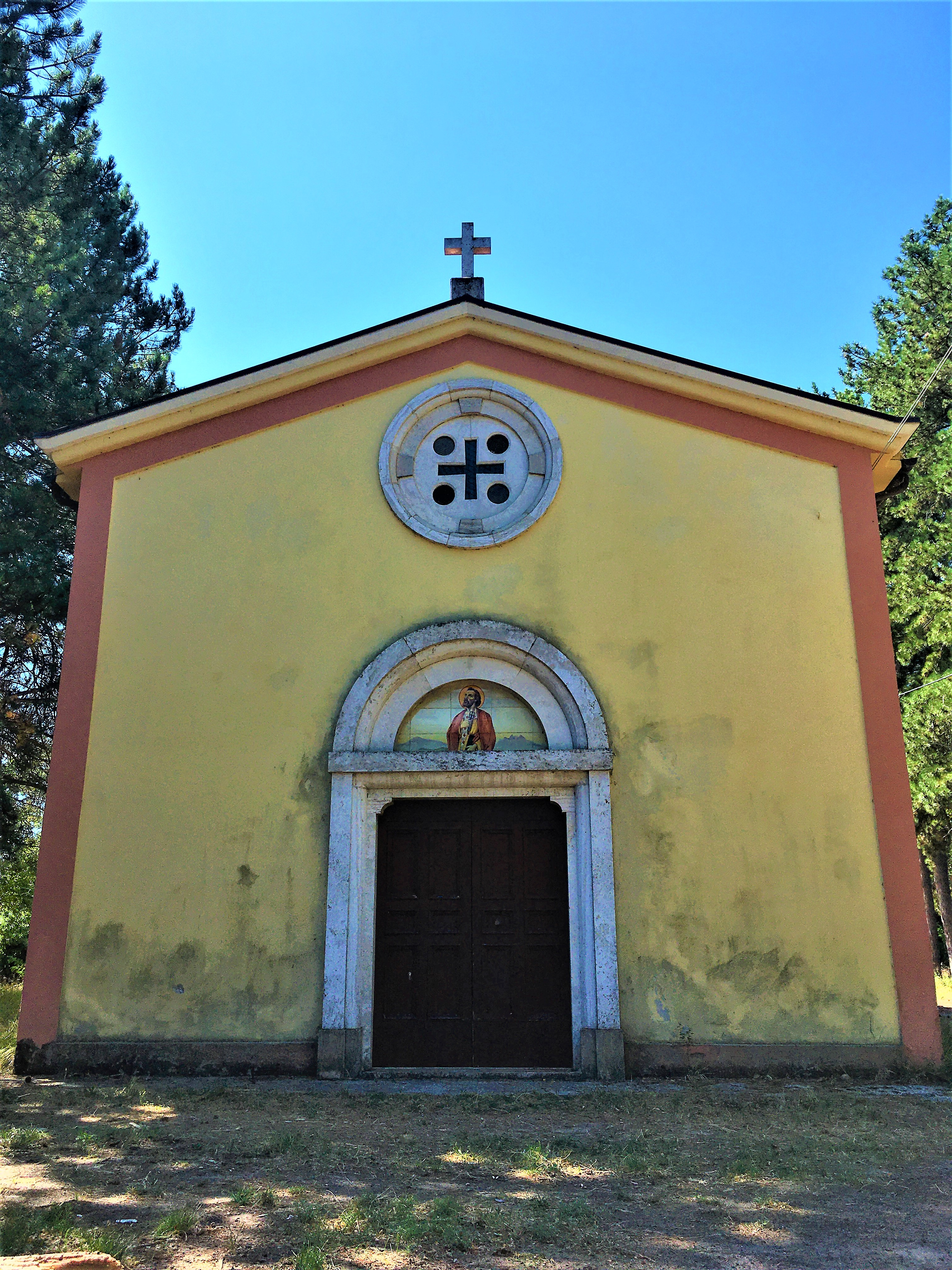
Chiesa di San Pietro Apostolo nella frazione Gesso di Comunanza

La frazione di Gesso è situata a 627 metri s.l.m., a 5 km dal capoluogo in direzione est. È così chiamata per il terreno prevalentemente gessoso. Le poche case a due piani sono allineate sul dorso di una collina, alla cui sommità sorge la Chiesa di San Pietro, esistente già nel XIV secolo, più volte ricostruita; la conformazione odierna dell'edificio sacro risale al 1960. La locale Parrocchia di San Pietro fa capo alla Diocesi di Ascoli Piceno. Storicamente Gesso si è caratterizzato come paesino di "gessare" e “bigattiere” (donne dèdite alla coltura dei bachi da seta), e nel XVI secolo risultava sotto il dominio del Duca Aloysius Attilius di Atri (TE).

### Illice

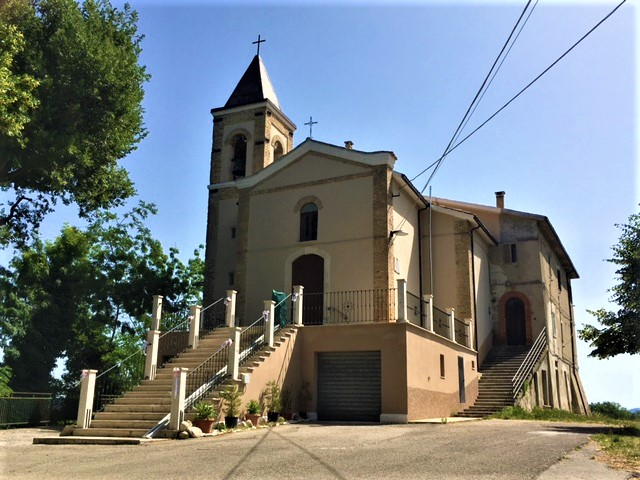
Chiesa di San Giovanni Battista, situata nella frazione Illice di Comunanza

La frazione di Illice è situata a 773 metri s.l.m., a 9 km dal capoluogo in direzione sud. Nel XVIII secolo aveva addirittura la dignità di "Castello", soggetto al Podestà di Comunanza, e munita del potere di governo sulle "ville" di Calvarese, Gerosa e Cerisciolo. Appena fuori dal nucleo abitativo sorge la Chiesa di San Giovanni Battista, menzionata nella Rationes Decimarum del 1290. Per via di numerosi restauri subìti nel corso dei secoli, essa conserva la parte originale soltanto nel suo perimetro. La locale Parrocchia di Santa Maria e San Giovanni Battista fa capo all'Arcidiocesi di Fermo.

### Nasuto

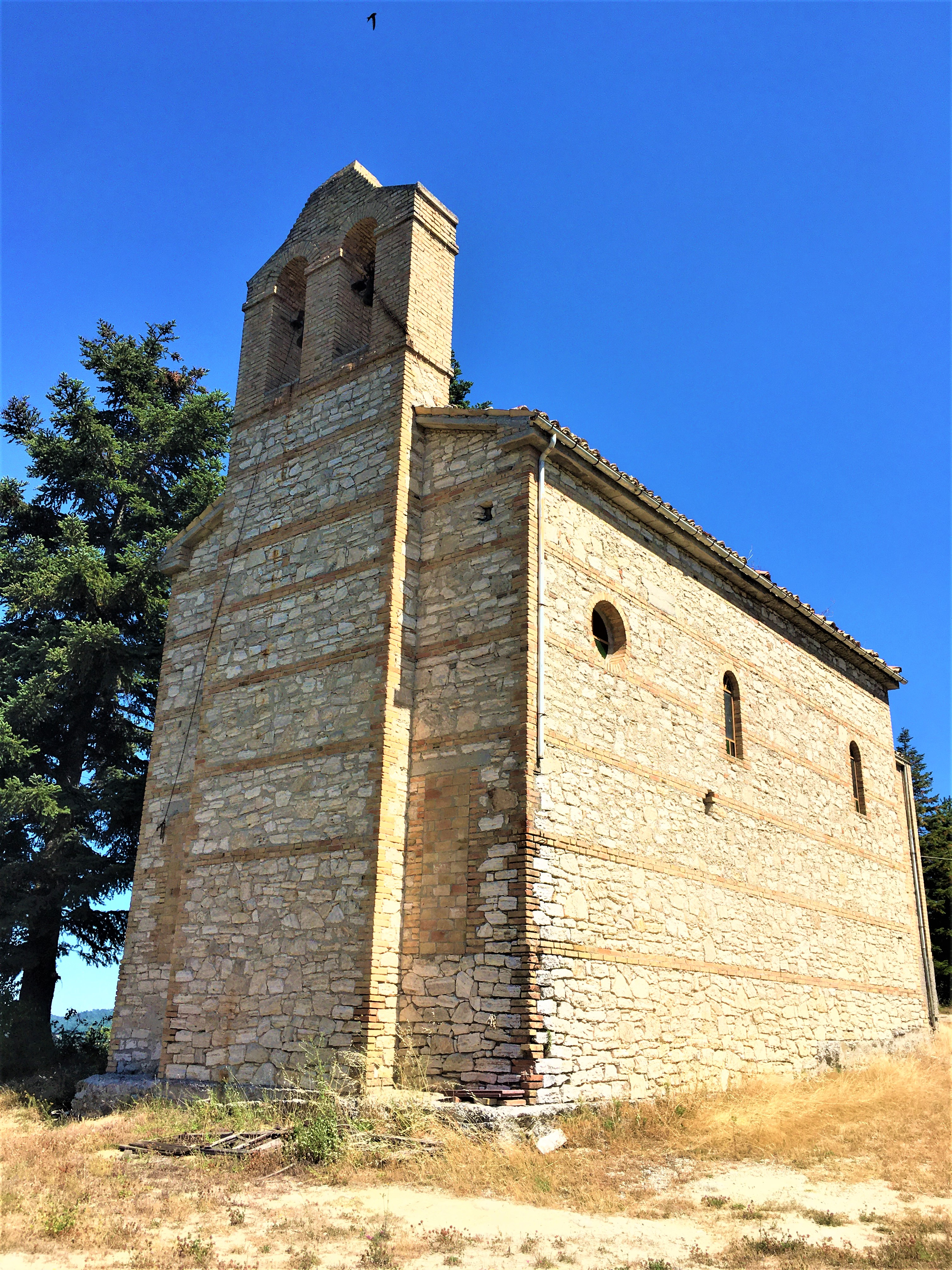
Veduta della nuova Chiesa di Santa Maria in Spino in frazione Nasuto

La frazione di Nasuto è situata a 673 metri s.l.m., a 8 km dal capoluogo in direzione sud. È arroccata su una collina sovrastante l'abitato di Piane Vecchie, e si presenta come un piccolo nucleo dislocato attorno alla nuova Chiesa di Santa Maria in Spino, risalente al XX secolo e simbolo della frazione.

### Piane Vecchie
La frazione di Piane Vecchie è situata a 549 metri s.l.m., sulla sponda destra del fiume Aso, a 3 km dal capoluogo in direzione sud. Nell'abitato è presente la Chiesa di San Sebastiano, realizzata nel XV secolo in pietra locale e laterizio, a pianta longitudinale e di linea essenziale. Soggetta a varie modifiche nel corso dei secoli, ha l’unica porta alla sinistra dell’altare, dove si possono ammirare affreschi non coperti da intonaco, raffiguranti Madonna con Bambino e S. Sebastiano, di scuola crivellesca.

### Polverina

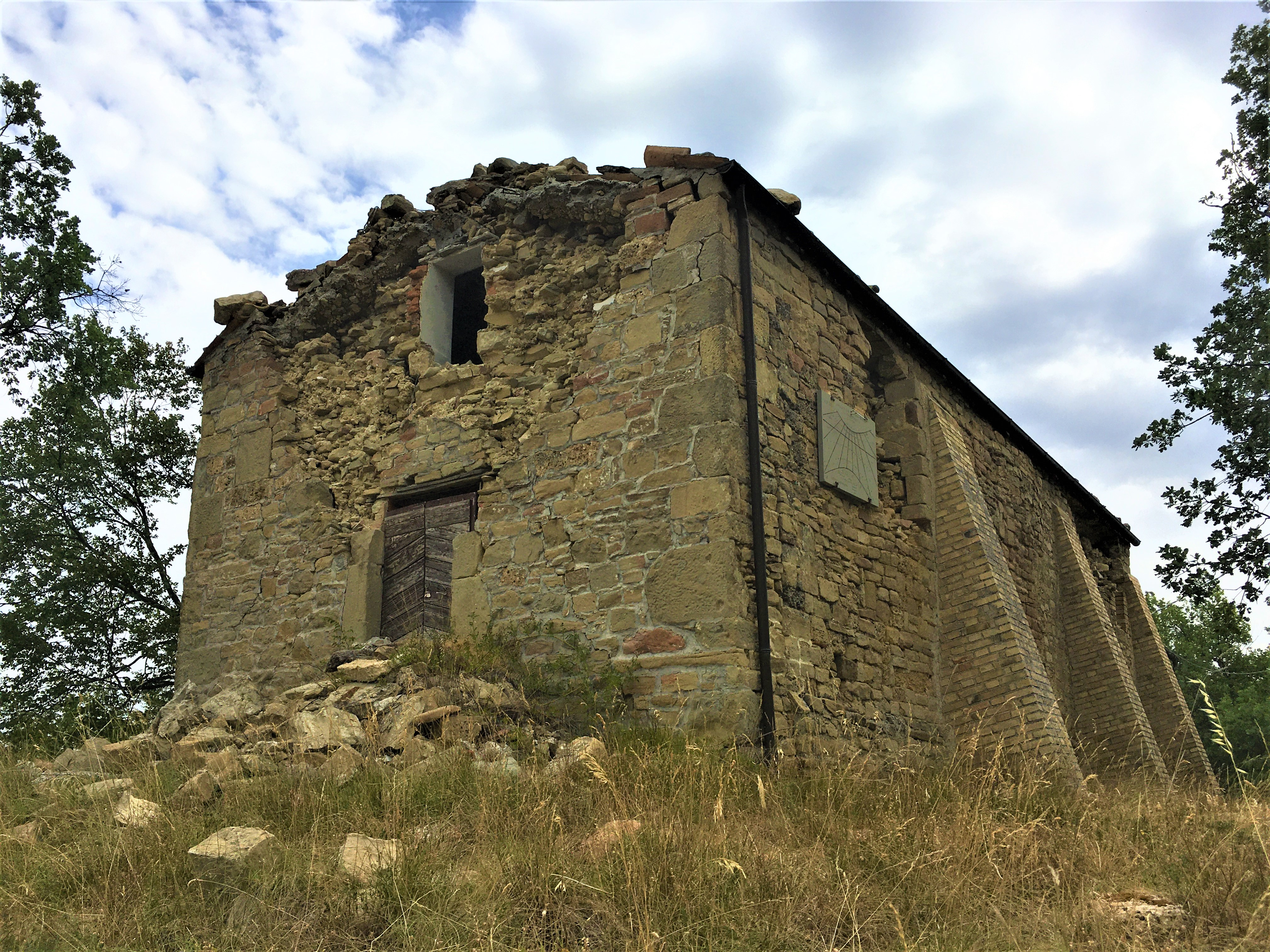
Chiesa di Santa Maria Assunta in frazione Polverina di Comunanza, danneggiata dal terremoto del 2016-2017

La frazione di Polverina è situata a 836 metri s.l.m., a 14 km dal capoluogo in direzione sud. La Chiesa suburbana dedicata a Santa Maria Assunta, esistente già nel sec. XIII ma ristrutturata nel 1632, contiene un affresco raffigurante L’annunciazione della Vergine (XVI secolo), opera dell'artista Giulio Vergari di Amandola. Il campanile ospita una campana del XVIII secolo. Ogni anno, il 15 Agosto, si tiene una grande festa popolare presso la Chiesa, proprio in onore della Vergine Assunta.

### Pracchia
La frazione di Pracchia è situata a 485 metri s.l.m., a 1 km dal capoluogo in direzione nord-ovest. Nata come borgo del castello di Monte Passillo, il piccolo nucleo abitativo si snoda lungo il tracciato dell'antica Via Salaria Gallica (strada romana che collegava Asculum ad Urbs Salvia). La frazione aveva una Chiesa dedicata a Sant'Antonio Abate e a San Salvatore, citata nelle Rationes Decimarum del 1290.

### Tavernelle
La frazione di Tavernelle è situata a 682 metri s.l.m., a 13 km dal capoluogo in direzione sud-est. Nel sec. XVI fu un covo di briganti. Fino alla metà del sec. XX Tavernelle risultava molto popolata e ricca di attività artigianali; oggi ha ormai pochi abitanti, impegnati nell’agricoltura o presso le industrie del capoluogo. Il nucleo abitativo è costituito da case restaurate, le quali testimoniano comunque l’antica tipologia costruttiva montana. Spiccano due edifici a due piani, realizzati in blocchi di arenaria squadrati, recanti piccole finestre con spesse cornici.

### Villa Pera
La frazione di Villa Pera, pósta nella valle dell'Aso, è situata a 425 metri s.l.m., a 3,5 km dal capoluogo in direzione est. L'insediamento di comunità nel luogo risale probabilmente all'età antica. Nel 1315 il Castello della Pera subì un cruento saccheggio da parte del Podestà di Amandola. Nella frazione sorge la Chiesa di San Giovanni Battista, con copertura a capanna. Una lapide pósta sopra all’ingresso, inserita nel recente restauro, testimonia un ampliamento del 1782, promosso dalla locale famiglia Pascali.

### Vindola
La frazione di Vindola è situata a 850 metri s.l.m., a 12 km dal capoluogo in direzione sud-est. È un castello risalente al XII secolo, e conserva ancora la struttura chiusa tipicamente medioevale. È stata più volte sede municipale e notarile. Dominio dei casati nobiliari degli Antonelli e degli Zarli, nel XVI secolo era uno dei centri dell’entroterra sospettati di dare rifugio ai briganti. Per questa ragione, sembra che fosse stata completamente bruciata da mercenari provenienti dalla Corsica, giunti nella Marca al servizio del Papato per la repressione del brigantaggio. All’interno del borgo sorge la Chiesa di Sant'Antonio, risalente al 1870.

## Economia

### Agricoltura
L'agricoltura e l'allevamento hanno rappresentato la colonna portante dell'economia comunanzese sino all'industrializzazione, intervenuta negli anni '60 del XX secolo.
Le attività più diffuse sono:
- la coltivazione di cereali (frumento, orzo, granturco) e patate;
- il taglio del legname nei boschi presenti sul territorio;
- la coltivazione di alberi da frutto, ed in particolare la raccolta di ciliegie, noci, castagne e mandorle;
- la tartuficoltura, sviluppatasi soprattutto a partire dagli anni '90 del XX secolo;
- la pastorizia, attività di fondamentale importanza fino alla metà del XX secolo, e da quel momento progressivamente diminuita di rilevanza economica;
- l'allevamento di animali da cortile (perdipiù volatili e suini).

### Artigianato
L'artigianato - insieme all'agricoltura ed all'allevamento - ha rappresentato un pilastro dell'economia comunanzese sino all'industrializzazione, intervenuta negli anni '60 del XX secolo.
Il settore vede attualmente la presenza di plurime imprese sul territorio: diffuse la lavorazione del legno (finalizzata alla realizzazione di mobili e suppellettili), del ferro e del rame (finalizzata alla realizzazione di una vasta gamma di prodotti, che spaziano dal vasellame alle anfore).

### Industria
La nascita del primo opificio industriale con sede a Comunanza risale all'inizio del XX secolo, quando la locale famiglia Pascali fondò lo Stabilimento bacologico sperimentale per la produzione della seta.
Comunanza ha conosciuto un importante sviluppo industriale a partire dagli anni '60 del XX secolo, anche grazie agli investimenti pubblici operati dalla Cassa del Mezzogiorno. Attualmente è il terzo polo industriale della provincia di Ascoli Piceno.
Gli stabilimenti industriali più rilevanti (che impiegano una significativa percentuale della forza lavoro comunanzese e dei Comuni limitrofi) operano nei seguenti settori:
- metalmeccanico: produzione di elettrodomestici e componentistica per elettrodomestici, casse automatiche, lavorazioni meccaniche;
- gomma-plastica: produzione di tubi, attrezzature e componentistica in plastica;
- tessile: produzione di calzature e di capi d'abbigliamento.

### Servizi pubblici e terziario
Nel territorio comunale di Comunanza sono presenti i seguenti presìdi di servizio pubblico:
- Comando stazione Carabinieri, con sede nel capoluogo;
- Comando stazione Carabinieri forestali, con sede nel capoluogo;
- Poliambulatorio ASUR Area Vasta n. 5, presìdio sanitario locale con sede nel capoluogo, facente capo all'Azienda sanitaria unica regionale Marche (ASUR) - Area Vasta n. 5 (distretti ospedalieri di Ascoli Piceno e San Benedetto del Tronto);
- Centro polifunzionale del Dipartimento della protezione civile, in costruzione all'interno del capoluogo, munito di piattaforma per l'atterraggio di elicotteri e di eliambulanze[69];
- "Istituto scolastico comprensivo interprovinciale dei Sibillini", dipendente dal Ministero dell'istruzione, dell'università e della ricerca, che incorpora tutti i plessi scolastici situati nei Comuni di Comunanza, Montemonaco (AP), Force (AP), Montefalcone Appennino (FM), Smerillo (FM) e Montelparo (FM);
- presidio territoriale del "CIIP S.p.A." (consorzio idrico integrato piceno). In passato, Comunanza ha ospitato la sede del "Consorzio idrico intercomunale del Vettore", fondato nel 1957 e successivamente incorporato proprio nel "CIIP S.p.A.";
- ufficio postale;
- presidio per la viabilità dell'organismo di diritto pubblico ANAS (Azienda Nazionale Autonoma delle Strade), per finalità di sorveglianza, di manutenzione e di gestione della viabilità lungo la Strada statale 433 di Val d'Aso e la Strada statale 78 Picena, e presidio per la viabilità della Provincia di Ascoli Piceno per le strade di competenza provinciale;
- la diga di Villa Pera (di proprietà di Enel) e la diga di Gerosa (di proprietà dell'ente pubblico "Consorzio di Bonifica delle Marche"). Sono altresì presenti tre centrali idroelettriche (tutte di proprietà di Enel): tra queste, due sono situate nei pressi del lago di Gerosa, mentre la terza è situata in frazione Villa Pera

Per quanto concerne i servizi privati, nel capoluogo sono presenti tre filiali bancarie, riferibili ad altrettanti istituti di credito (Intesa Sanpaolo, Cassa di Risparmio di Fermo e BCC Banca del Piceno). Sono sviluppati i settori dei trasporti e dei servizi professionali, finanziari ed assicurativi alle numerose imprese presenti sul territorio. In crescita i settori del turismo e della ristorazione.

## Amministrazione
| Periodo        | Periodo        | Primo cittadino        | Partito                                       | Carica                    | Note   |
| -------------- | -------------- | ---------------------- | --------------------------------------------- | ------------------------- | ------ |
| 18 giugno 1988 | 7 giugno 1993  | Arnaldo Amici          | Democrazia Cristiana                          | Sindaco                   | [ 70 ] |
| 7 giugno 1993  | 8 luglio 1994  | Arnaldo Amici          | Movimento Sociale Italiano - Destra Nazionale | Sindaco                   | [ 70 ] |
| 8 luglio 1994  | 24 aprile 1995 | Angelo Sciamanna       | Democrazia Cristiana                          | Vicesindaco               | [ 70 ] |
| 24 aprile 1995 | 14 giugno 1999 | Avio Fioravanti        | Lista civica                                  | Sindaco                   | [ 70 ] |
| 14 giugno 1999 | 24 giugno 2003 | Luigi Contisciani      | Lista civica                                  | Sindaco                   | [ 70 ] |
| 24 giugno 2003 | 31 luglio 2003 | Veniero Antognozzi     |                                               | Commissario prefettizio   | [ 70 ] |
| 31 luglio 2003 | 14 giugno 2004 | Salvatore Angieri      |                                               | Commissario straordinario | [ 70 ] |
| 14 giugno 2004 | 8 giugno 2009  | Maria Paola Pizzichini | Lista civica                                  | Sindaco                   | [ 70 ] |
| 8 giugno 2009  | 26 maggio 2014 | Domenico Annibali      | Lista civica                                  | Sindaco                   | [ 70 ] |
| 26 maggio 2014 | 27 maggio 2019 | Alvaro Cesaroni        | Lista civica                                  | Sindaco                   | [ 70 ] |
| 27 maggio 2019 | 10 giugno 2024 | Alvaro Cesaroni        | Lista civica Insieme per Comunanza            | Sindaco                   | [ 70 ] |
| 10 giugno 2024 | in carica      | Domenico Sacconi       | Lista civica Comunanza tocca a te!            | Sindaco                   | [ 70 ] |

## Sport

### Calcio

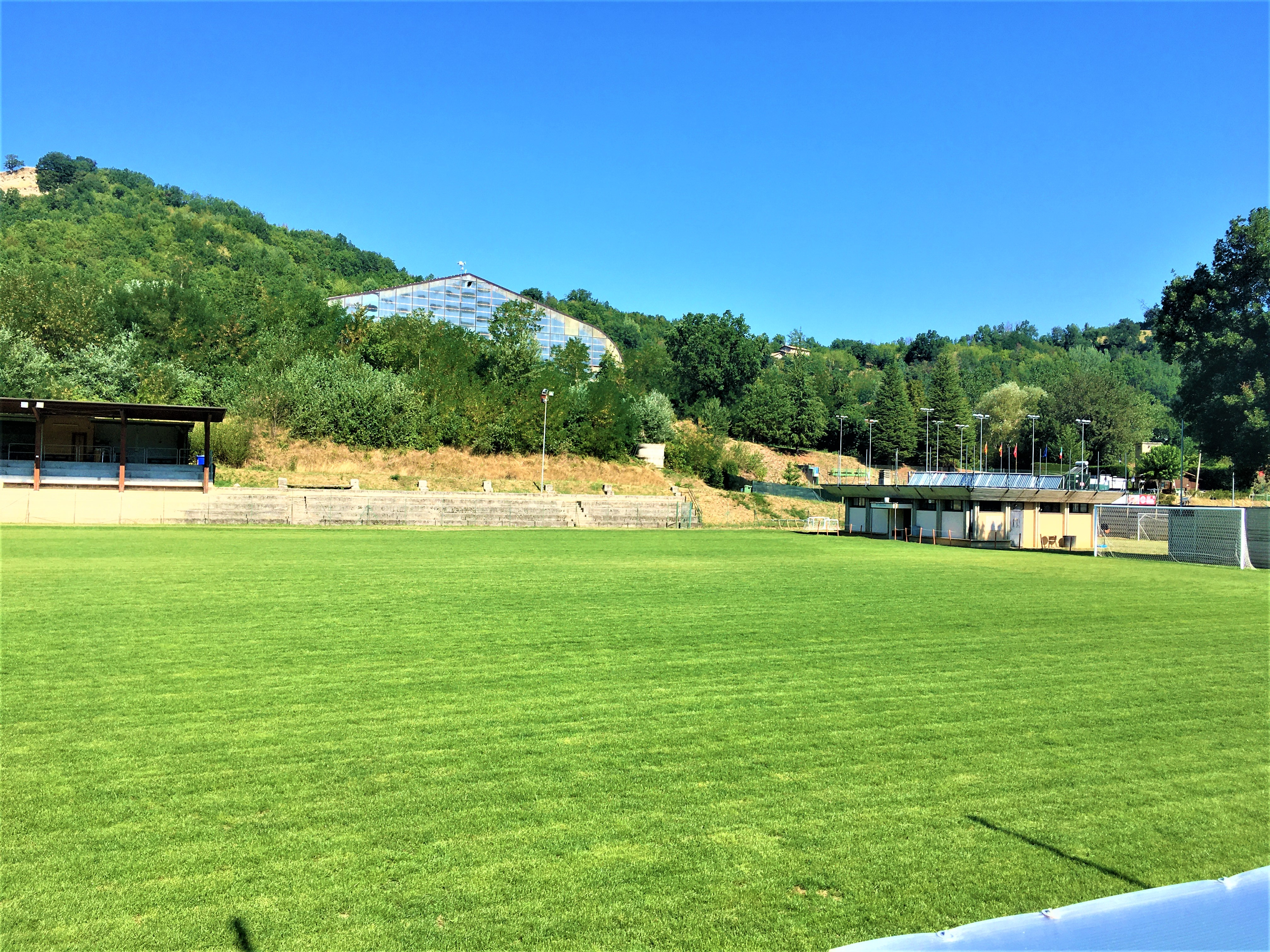
Veduta dello stadio comunale "Luigi Prosperi" di Comunanza

La principale squadra cittadina di calcio è l'"Unione Sportiva Comunanza 1958", che milita nel campionato dilettantistico marchigiano. I colori sociali sono il giallo ed il rosso. L'U.S. Comunanza si allena presso lo stadio comunale vecchio "Abele Capponi" (situato nel capoluogo), e disputa le partite casalinghe presso lo stadio comunale nuovo "Luigi Prosperi" (situato nel capoluogo).
Più recentemente è stata fondata la squadra locale "A.S.D. Croce Casale 1998", anch'essa militante nel campionato dilettantistico marchigiano, e riferibile alla frazione comunale di Croce di Casale. I colori sociali sono il bianco ed il verde. L'ASD Croce Casale si allena e disputa le partite casalinghe presso stadio comunale vecchio "Abele Capponi" (situato nel capoluogo).

### Pallavolo
La squadra cittadina di pallavolo è la "ASD Pallavolo Comunanza", che si allena e disputa le partite casalinghe presso la palestra della Scuola secondaria di I grado di Comunanza (situata nel capoluogo). È articolata in una divisione femminile ed in una divisione maschile.

### Tennis
A partire dal 1993, il Comune di Comunanza ha costruito due campi da tennis nel capoluogo, realizzati in terra rossa sintetica. L'ampio seguito di questo sport ha determinato la nascita del Tennis Club Comunanza, associazione sportiva che ogni anno, nei mesi estivi, organizza un torneo internazionale aperto a squadre provenienti anche da Paesi stranieri.